# Handball-Weltmeisterschaft der Männer 2023
Die 28. Handball-Weltmeisterschaft der Männer wurde vom 11. bis 29. Januar 2023 in Polen und Schweden ausgetragen. Weltmeister wurde die dänische Mannschaft, die nach 2019 und 2021 den dritten Weltmeistertitel in Folge gewann.

## Bewerbung um die Ausrichtung
Die Verbände aus Frankreich, Ungarn, Norwegen, Polen, der Slowakei, Südkorea, Schweden und der Schweiz bekundeten ihr Interesse an der Ausrichtung des Turniers. Bis zum Ende der Ausschreibungsphase am 15. April 2015 hatten jedoch nur drei Nationen Unterlagen eingereicht, um für das Turnier zu bieten: Ungarn sowie Polen mit Schweden. Eine Entscheidung darüber, wer das Turnier ausrichten soll, war für den 4. Juni 2015 geplant, wurde jedoch auf den 6. November 2015 verschoben. Polen und Schweden wurden als Co-Gastgeber ausgewählt. Damit gab es zum zweiten Mal (nach 2019 in Deutschland und Dänemark) zwei Gastgeber.
Es war die fünfte Weltmeisterschaft (zuvor 1954, 1967, 1993 und 2011), die vom schwedischen Verband ausgerichtet wurde; für den polnischen Verband war es die erste Weltmeisterschaft.

## Spielorte
In Polen gab es vier Spielorte, für Schweden wurden fünf Spielstätten ausgewählt.
| Krakau |

| Danzig |

| Katowice |

| Płock |

| Krakau |

| Danzig |

| Katowice |

| Płock |

| Stockholm |

| Malmö |

| Göteborg |

| Jönköping |

| Kristianstad |

| Stockholm |

| Malmö |

| Göteborg |

| Jönköping |

| Kristianstad |

## Vermarktung

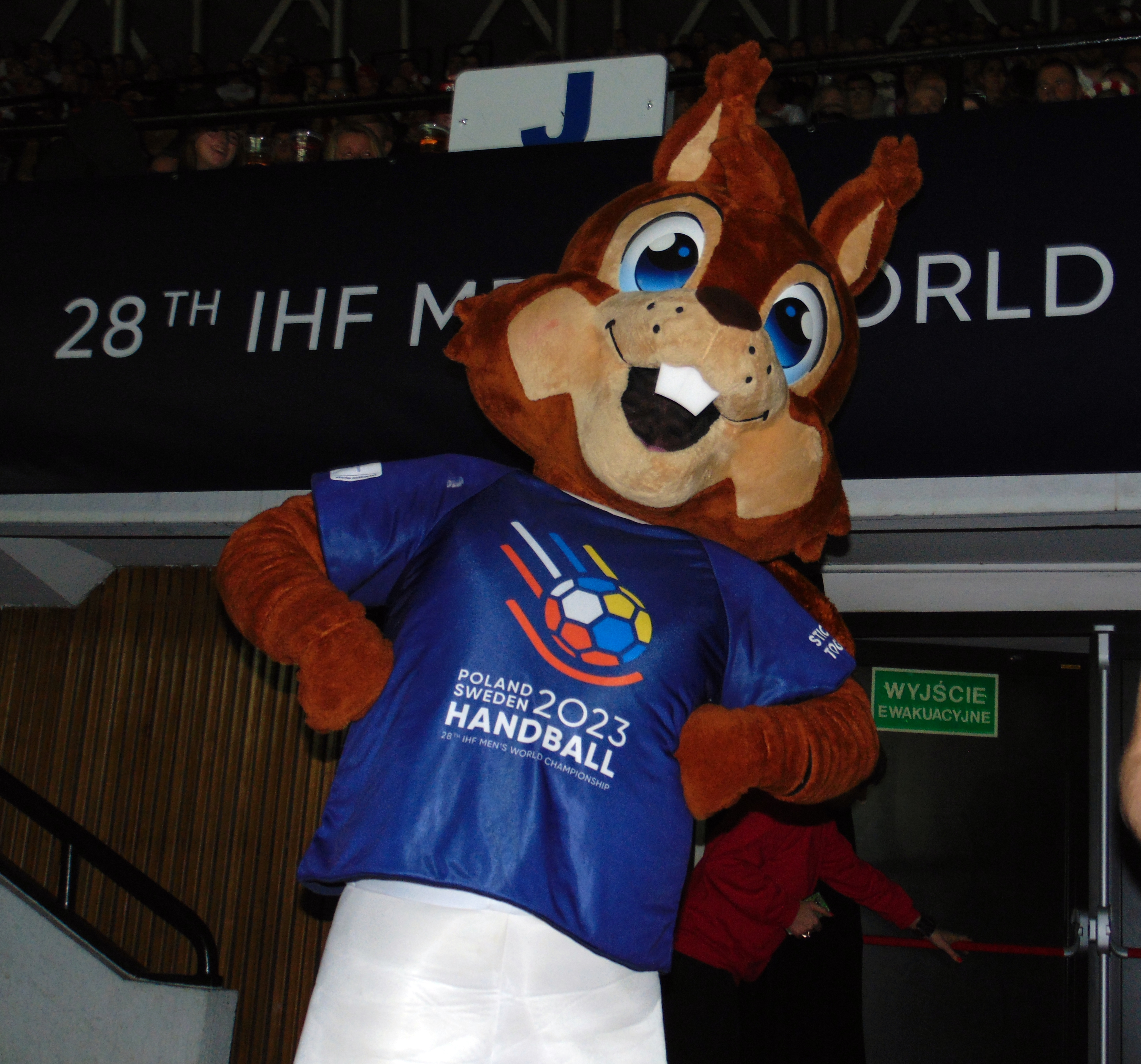
WM-Maskottchen Pax

Das im August 2021 präsentierte Logo der Weltmeisterschaft zeigt einen fliegenden Ball. Die an einen Kometen erinnernde Darstellung soll Dynamik vermitteln. Der Schweif des Kometen, dargestellt in fünf Streifen, bildet eine Hand hinter einem Handball. Die in den Streifen und dem Ball verwendeten Farben beziehen sich auf die Nationalfarben von Polen und Schweden, rot-weiß sowie blau-gelb.
Das Maskottchen der Weltmeisterschaft war ein Eichhörnchen, gekleidet in ein dunkelblaues Shirt mit der Rückennummer 23, weißen Hosen und blauen Sneakern. In einer Abstimmung wurde der Name Pax gewählt.
Den offiziellen Song zur Weltmeisterschaft sang Alicja Szemplińska.

## Spielball
Den Spielball für das Turnier lieferte die japanische Firma Molten. Das Modell, X5000 Poland/Sweden 2022 Edition genannt, ist in den Farben Polens und Schwedens gestaltet.

## Teilnehmer
Das Turnier wurde von 32 Teams der Kontinentalverbände bestritten. Die Qualifikation zur Weltmeisterschaft ist im Unterartikel Qualifikation beschrieben.
- Afrika: Ägypten, Kap Verde, Marokko, Tunesien und Algerien.
- Asien: Katar, Bahrain, Saudi-Arabien, Iran und Südkorea.
- Europa: Schweden, Polen, Dänemark, Spanien, Frankreich, Norwegen, Belgien, Ungarn, Kroatien, Island, Serbien, Deutschland, Portugal, Montenegro, Nordmazedonien, Slowenien und Niederlande.
- Nordamerika/Karibik: Vereinigte Staaten.
- Südamerika/Mittelamerika: Brasilien, Argentinien, Chile und Uruguay.

## Gruppenauslosung
Die beiden Gastgeber konnten sich aussuchen, in welcher Vorrundengruppe sie antreten wollen. Beide Gastgeber wählten Gruppen, die in ihrem Land spielen: Polen entschied sich für Gruppe B und Schweden für die Gruppe C. Auch konnten die beiden Gastgeber andere Teams einer Gruppe zuweisen. Im Ergebnis wird Spanien in der Gruppe A, Island in der Gruppe D, Deutschland in der Gruppe E, Norwegen in der Gruppe F, Kroatien in der Gruppe G und Dänemark in der Gruppe H antreten. Die Gruppen A, B, E und F tragen ihre Spiele in Polen aus, die Gruppen C, D, G und H in Schweden.
Die Auslosung der weiteren Gruppenteilnehmer wurde am 2. Juli 2022 in Katowice vorgenommen. Die Teilnehmer wurden gemäß der IHF-Regularien in vier Lostöpfe verteilt. Zum Zeitpunkt der Auslosung waren noch die fünf Plätze der Afrikameisterschaft offen. Diese standen am 18. Juli 2022 fest.
| Topf 1      | Topf 2         | Topf 3        | Topf 4             |
| ----------- | -------------- | ------------- | ------------------ |
| Dänemark    | Katar          | Serbien       | Uruguay            |
| Schweden    | Kroatien       | Ungarn        | Tunesien           |
| Spanien     | Belgien        | Argentinien   | Algerien           |
| Frankreich  | Brasilien      | Bahrain       | Iran               |
| Norwegen    | Portugal       | Saudi-Arabien | Südkorea           |
| Island      | Polen          | Kap Verde     | Vereinigte Staaten |
| Deutschland | Montenegro     | Chile         | Niederlande        |
| Ägypten     | Nordmazedonien | Marokko       | Slowenien          |

Folgende Mannschaften wurden vor der Auslosung gesetzt: Spanien, Polen, Schweden, Island, Deutschland, Norwegen, Kroatien und Dänemark.
Die Auslosung wurde von den ehemaligen Welthandballern Sławomir Szmal aus Polen und Magnus Wislander aus Schweden durchgeführt. Dabei wurde folgende Gruppen ausgelost:
| Gruppe A Krakau | Gruppe B Katowice | Gruppe C Göteborg | Gruppe D Kristianstad | Gruppe E Katowice | Gruppe F Krakau | Gruppe G Jönköping | Gruppe H Malmö |
| --------------- | ----------------- | ----------------- | --------------------- | ----------------- | --------------- | ------------------ | -------------- |
| Spanien         | Frankreich        | Schweden          | Island                | Deutschland       | Norwegen        | Ägypten            | Dänemark       |
| Montenegro      | Polen             | Brasilien         | Portugal              | Katar             | Nordmazedonien  | Kroatien           | Belgien        |
| Chile           | Saudi-Arabien     | Kap Verde         | Ungarn                | Serbien           | Argentinien     | Marokko            | Bahrain        |
| Iran            | Slowenien         | Uruguay           | Südkorea              | Algerien          | Niederlande     | Vereinigte Staaten | Tunesien       |

## Hygienemaßnahmen
Wie schon bei der Weltmeisterschaft 2021 galten auch für das Turnier im Jahr 2023 wegen der andauernden COVID-19-Pandemie Regeln, die die Gesundheit aller Beteiligten gewähren sollen. Die IHF beschloss, dass nur vollständig mit einem COVID-19-Impfstoff geimpfte Personen oder solche, die als genesen galten, an der Weltmeisterschaft 2023 teilnehmen durften. Trotz weniger strenger COVID-19-Vorschriften in den austragenden Ländern erklärte die IHF, an ihren Richtlinien festzuhalten.

## Turnierverlauf
Das Eröffnungsspiel fand am 11. Januar im Spodek in Katowice statt, das Endspiel am 29. Januar in der Tele2 Arena in Stockholm.

### Vorrunde

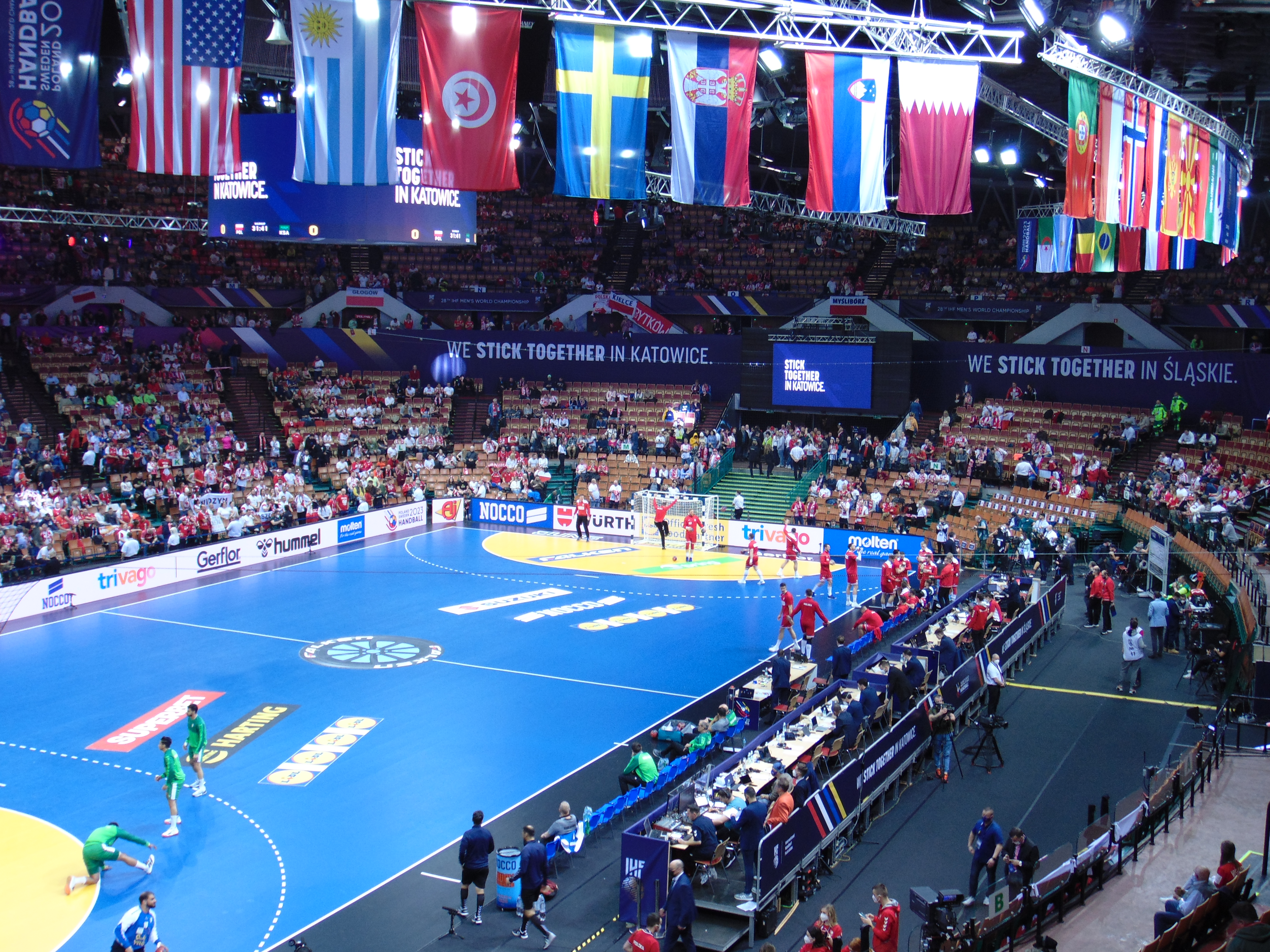
Szene beim Spiel Polen gegen Saudi-Arabien

Die Vorrunde begann am 11. Januar 2023 mit dem Eröffnungsspiel von Frankreich gegen Co-Gastgeber Polen in der Gruppe B. Die restlichen Spiele in den Gruppen A bis D begannen am 12. Januar 2023 und die Spiele in den Gruppe E bis H am 13. Januar 2023.
Die Vorrundenspiele wurden als Punktspiele ausgetragen. Dabei bekam eine Mannschaft pro Sieg zwei Punkte und bei einem Unentschieden einen Punkt. Waren nach Abschluss der Vorrundenspiele zwei oder mehrere Mannschaften punktgleich, wurde nach folgenden Kriterien über die Platzierung entscheiden:
1. höhere Anzahl Punkte in den Direktbegegnungen der punktgleichen Teams;
2. bessere Tordifferenz in den Direktbegegnungen der punktgleichen Teams;
3. höhere Anzahl Tore in den Direktbegegnungen der punktgleichen Teams;
4. bessere Tordifferenz aus allen Gruppenspielen;
5. höhere Anzahl Tore aus allen Gruppenspielen;
6. das Los.

Legende

Die Uhrzeiten sind in MEZ angegeben.

#### Gruppe A
| Pl. | Land       | Sp. | S | U | N | Tore    | Diff. | Punkte |
| --- | ---------- | --- | - | - | - | ------- | ----- | ------ |
| 1.  | Spanien    | 3   | 3 | 0 | 0 | 099:730 | +26   | 6      |
| 2.  | Montenegro | 3   | 2 | 0 | 1 | 094:940 | ±0    | 4      |
| 3.  | Iran       | 3   | 1 | 0 | 2 | 078:930 | −15   | 2      |
| 4.  | Chile      | 3   | 0 | 0 | 3 | 083:940 | −11   | 0      |

| 12. Januar 2023 18:00 Uhr | Chile                               | 24:25                       | Iran                 | Tauron Arena Kraków, Krakau Zuschauer: 1.007 Schiedsrichter: A. Konjičanin / D. Konjičanin |
| 12. Januar 2023 18:00 Uhr | meiste Tore: Er. Feuchtmann Pérez 6 | (11:13)                     | meiste Tore: Oraei 7 | Tauron Arena Kraków, Krakau Zuschauer: 1.007 Schiedsrichter: A. Konjičanin / D. Konjičanin |
| 12. Januar 2023 18:00 Uhr | Strafen: 2×                         | Spielbericht Spielstatistik | Strafen: 2× 8× 1×    | Tauron Arena Kraków, Krakau Zuschauer: 1.007 Schiedsrichter: A. Konjičanin / D. Konjičanin |

| 12. Januar 2023 20:30 Uhr | Spanien                  | 30:25                       | Montenegro                | Tauron Arena Kraków, Krakau Zuschauer: 1.808 Schiedsrichter: Brunner / Salah |
| 12. Januar 2023 20:30 Uhr | meiste Tore: Odriozola 6 | (15:12)                     | meiste Tore: B. Vujović 7 | Tauron Arena Kraków, Krakau Zuschauer: 1.808 Schiedsrichter: Brunner / Salah |
| 12. Januar 2023 20:30 Uhr | Strafen: 4×              | Spielbericht Spielstatistik | Strafen: 6×               | Tauron Arena Kraków, Krakau Zuschauer: 1.808 Schiedsrichter: Brunner / Salah |

| 14. Januar 2023 18:00 Uhr | Montenegro                 | 34:31                       | Iran                            | Tauron Arena Kraków, Krakau Zuschauer: 2.600 Schiedsrichter: Santos / Fonseca |
| 14. Januar 2023 18:00 Uhr | meiste Tore: M. Vujović 10 | (19:16)                     | meiste Tore: Oraei, Askari je 7 | Tauron Arena Kraków, Krakau Zuschauer: 2.600 Schiedsrichter: Santos / Fonseca |
| 14. Januar 2023 18:00 Uhr | Strafen: 2×                | Spielbericht Spielstatistik | Strafen: 1× 4×                  | Tauron Arena Kraków, Krakau Zuschauer: 2.600 Schiedsrichter: Santos / Fonseca |

| 14. Januar 2023 20:30 Uhr | Spanien                      | 34:26                       | Chile                               | Tauron Arena Kraków, Krakau Zuschauer: 3.150 Schiedsrichter: Emam / Hedaia |
| 14. Januar 2023 20:30 Uhr | meiste Tore: A. Dujshebaev 6 | (18:15)                     | meiste Tore: Er. Feuchtmann Pérez 8 | Tauron Arena Kraków, Krakau Zuschauer: 3.150 Schiedsrichter: Emam / Hedaia |
| 14. Januar 2023 20:30 Uhr | Strafen: 3×                  | Spielbericht Spielstatistik | Strafen: 3× 4×                      | Tauron Arena Kraków, Krakau Zuschauer: 3.150 Schiedsrichter: Emam / Hedaia |

| 16. Januar 2023 18:00 Uhr | Montenegro                 | 35:33                       | Chile                               | Tauron Arena Kraków, Krakau Zuschauer: 1.100 Schiedsrichter: Erdoğan / Özdeniz |
| 16. Januar 2023 18:00 Uhr | meiste Tore: M. Vujović 12 | (20:18)                     | meiste Tore: Er. Feuchtmann Pérez 9 | Tauron Arena Kraków, Krakau Zuschauer: 1.100 Schiedsrichter: Erdoğan / Özdeniz |
| 16. Januar 2023 18:00 Uhr | Strafen: 2× 6× 1×          | Spielbericht Spielstatistik | Strafen: 1×                         | Tauron Arena Kraków, Krakau Zuschauer: 1.100 Schiedsrichter: Erdoğan / Özdeniz |

| 16. Januar 2023 20:30 Uhr | Iran                                         | 22:35                       | Spanien                               | Tauron Arena Kraków, Krakau Zuschauer: 1.403 Schiedsrichter: Koo / Lee |
| 16. Januar 2023 20:30 Uhr | meiste Tore: Heidarpour, Nezhad, Barbat je 4 | (11:21)                     | meiste Tore: D. Dujshebaev, Solé je 6 | Tauron Arena Kraków, Krakau Zuschauer: 1.403 Schiedsrichter: Koo / Lee |
| 16. Januar 2023 20:30 Uhr | Strafen: 1× 4×                               | Spielbericht Spielstatistik | Strafen: 2×                           | Tauron Arena Kraków, Krakau Zuschauer: 1.403 Schiedsrichter: Koo / Lee |

#### Gruppe B
| Pl. | Land          | Sp. | S | U | N | Tore     | Diff. | Punkte |
| --- | ------------- | --- | - | - | - | -------- | ----- | ------ |
| 1.  | Frankreich    | 3   | 3 | 0 | 0 | 0102:780 | +24   | 6      |
| 2.  | Slowenien     | 3   | 2 | 0 | 1 | 096:770  | +19   | 4      |
| 3.  | Polen         | 3   | 1 | 0 | 2 | 074:820  | −8    | 2      |
| 4.  | Saudi-Arabien | 3   | 0 | 0 | 3 | 066:1010 | −35   | 0      |

| 11. Januar 2023 21:00 Uhr | Frankreich          | 26:24                       | Polen                | Spodek, Katowice Zuschauer: 9.999 Schiedsrichter: Kurtagic / Wetterwik |
| 11. Januar 2023 21:00 Uhr | meiste Tore: Mahé 5 | (14:13)                     | meiste Tore: Sićko 7 | Spodek, Katowice Zuschauer: 9.999 Schiedsrichter: Kurtagic / Wetterwik |
| 11. Januar 2023 21:00 Uhr | Strafen: 1× 4×      | Spielbericht Spielstatistik | Strafen: 1× 2×       | Spodek, Katowice Zuschauer: 9.999 Schiedsrichter: Kurtagic / Wetterwik |

| 12. Januar 2023 18:00 Uhr | Saudi-Arabien              | 19:33                       | Slowenien           | Spodek, Katowice Zuschauer: 1.371 Schiedsrichter: Erdoğan / Özdeniz |
| 12. Januar 2023 18:00 Uhr | meiste Tore: al-Muwallad 4 | (8:16)                      | meiste Tore: Janc 6 | Spodek, Katowice Zuschauer: 1.371 Schiedsrichter: Erdoğan / Özdeniz |
| 12. Januar 2023 18:00 Uhr | Strafen: 4× 1×             | Spielbericht Spielstatistik | Strafen: 4×         | Spodek, Katowice Zuschauer: 1.371 Schiedsrichter: Erdoğan / Özdeniz |

| 14. Januar 2023 18:00 Uhr | Frankreich           | 41:23                       | Saudi-Arabien                        | Spodek, Katowice Zuschauer: 6.200 Schiedsrichter: Koo / Lee |
| 14. Januar 2023 18:00 Uhr | meiste Tore: Lenne 8 | (24:14)                     | meiste Tore: al-Abbas, al-Salem je 5 | Spodek, Katowice Zuschauer: 6.200 Schiedsrichter: Koo / Lee |
| 14. Januar 2023 18:00 Uhr | Strafen: 1×          | Spielbericht Spielstatistik | Strafen: 1× 3× 1×                    | Spodek, Katowice Zuschauer: 6.200 Schiedsrichter: Koo / Lee |

| 14. Januar 2023 20:30 Uhr | Polen                 | 23:32                       | Slowenien              | Spodek, Katowice Zuschauer: 9.999 Schiedsrichter: Horáček / Novotný |
| 14. Januar 2023 20:30 Uhr | meiste Tore: Moryto 6 | (11:17)                     | meiste Tore: Dolenec 7 | Spodek, Katowice Zuschauer: 9.999 Schiedsrichter: Horáček / Novotný |
| 14. Januar 2023 20:30 Uhr | Strafen: 5×           | Spielbericht Spielstatistik | Strafen: 6×            | Spodek, Katowice Zuschauer: 9.999 Schiedsrichter: Horáček / Novotný |

| 16. Januar 2023 18:00 Uhr | Slowenien           | 31:35                       | Frankreich                     | Spodek, Katowice Zuschauer: 6.400 Schiedsrichter: Brunner / Salah |
| 16. Januar 2023 18:00 Uhr | meiste Tore: Vlah 9 | (14:16)                     | meiste Tore: Remili, Mahé je 7 | Spodek, Katowice Zuschauer: 6.400 Schiedsrichter: Brunner / Salah |
| 16. Januar 2023 18:00 Uhr | Strafen: 1× 3×      | Spielbericht Spielstatistik | Strafen: 6×                    | Spodek, Katowice Zuschauer: 6.400 Schiedsrichter: Brunner / Salah |

| 16. Januar 2023 20:30 Uhr | Polen                 | 27:24                       | Saudi-Arabien           | Spodek, Katowice Zuschauer: 9.999 Schiedsrichter: Santos / Fonseca |
| 16. Januar 2023 20:30 Uhr | meiste Tore: Moryto 9 | (13:12)                     | meiste Tore: al-Abbas 5 | Spodek, Katowice Zuschauer: 9.999 Schiedsrichter: Santos / Fonseca |
| 16. Januar 2023 20:30 Uhr | Strafen: 7×           | Spielbericht Spielstatistik | Strafen: 1×             | Spodek, Katowice Zuschauer: 9.999 Schiedsrichter: Santos / Fonseca |

#### Gruppe C
| Pl. | Land      | Sp. | S | U | N | Tore     | Diff. | Punkte |
| --- | --------- | --- | - | - | - | -------- | ----- | ------ |
| 1.  | Schweden  | 3   | 3 | 0 | 0 | 0107:570 | +50   | 6      |
| 2.  | Brasilien | 3   | 2 | 0 | 1 | 083:780  | +5    | 4      |
| 3.  | Kap Verde | 3   | 1 | 0 | 2 | 088:890  | −1    | 2      |
| 4.  | Uruguay   | 3   | 0 | 0 | 3 | 061:1150 | −54   | 0      |

| 12. Januar 2023 18:00 Uhr | Kap Verde              | 33:25                       | Uruguay                        | Scandinavium, Göteborg Zuschauer: 6.312 Schiedsrichter: Merz / Kuttler |
| 12. Januar 2023 18:00 Uhr | meiste Tore: Furtado 6 | (17:11)                     | meiste Tore: Rubbo Rodríguez 5 | Scandinavium, Göteborg Zuschauer: 6.312 Schiedsrichter: Merz / Kuttler |
| 12. Januar 2023 18:00 Uhr | Strafen: 2×            | Spielbericht Spielstatistik | Strafen: 1×                    | Scandinavium, Göteborg Zuschauer: 6.312 Schiedsrichter: Merz / Kuttler |

| 12. Januar 2023 20:30 Uhr | Schweden                    | 26:18                       | Brasilien                | Scandinavium, Göteborg Zuschauer: 11.627 Schiedsrichter: Lah / Sok |
| 12. Januar 2023 20:30 Uhr | meiste Tore: Gottfridsson 6 | (11:9)                      | meiste Tore: Rodrigues 4 | Scandinavium, Göteborg Zuschauer: 11.627 Schiedsrichter: Lah / Sok |
| 12. Januar 2023 20:30 Uhr | Strafen: 3×                 | Spielbericht Spielstatistik | Strafen: 2× 4×           | Scandinavium, Göteborg Zuschauer: 11.627 Schiedsrichter: Lah / Sok |

| 14. Januar 2023 18:00 Uhr | Brasilien                | 35:24                       | Uruguay                | Scandinavium, Göteborg Zuschauer: 7.697 Schiedsrichter: Sekulić / Jovandić |
| 14. Januar 2023 18:00 Uhr | meiste Tore: Hackbarth 7 | (19:10)                     | meiste Tore: Capello 5 | Scandinavium, Göteborg Zuschauer: 7.697 Schiedsrichter: Sekulić / Jovandić |
| 14. Januar 2023 18:00 Uhr | Strafen: 1× 4×           | Spielbericht Spielstatistik | Strafen: 1×            | Scandinavium, Göteborg Zuschauer: 7.697 Schiedsrichter: Sekulić / Jovandić |

| 14. Januar 2023 20:30 Uhr | Schweden                            | 34:27                       | Kap Verde                        | Scandinavium, Göteborg Zuschauer: 11.750 Schiedsrichter: K. Gasmi / R. Gasmi |
| 14. Januar 2023 20:30 Uhr | meiste Tore: Pettersson, Wanne je 5 | (19:8)                      | meiste Tore: Moreno, Landim je 6 | Scandinavium, Göteborg Zuschauer: 11.750 Schiedsrichter: K. Gasmi / R. Gasmi |
| 14. Januar 2023 20:30 Uhr | Strafen: 1×                         | Spielbericht Spielstatistik | Strafen: 5×                      | Scandinavium, Göteborg Zuschauer: 11.750 Schiedsrichter: K. Gasmi / R. Gasmi |

| 16. Januar 2023 18:00 Uhr | Brasilien             | 30:28                       | Kap Verde             | Scandinavium, Göteborg Zuschauer: 5.191 Schiedsrichter: Kleven / Jørum |
| 16. Januar 2023 18:00 Uhr | meiste Tore: Dupoux 7 | (17:15)                     | meiste Tore: Moreno 7 | Scandinavium, Göteborg Zuschauer: 5.191 Schiedsrichter: Kleven / Jørum |
| 16. Januar 2023 18:00 Uhr | Strafen: 2×           | Spielbericht Spielstatistik | Strafen: 4×           | Scandinavium, Göteborg Zuschauer: 5.191 Schiedsrichter: Kleven / Jørum |

| 16. Januar 2023 20:30 Uhr | Uruguay               | 12:47                       | Schweden                  | Scandinavium, Göteborg Zuschauer: 9.051 Schiedsrichter: Belkhiri / Hamidi |
| 16. Januar 2023 20:30 Uhr | meiste Tore: Agrela 5 | (8:25)                      | meiste Tore: Johansson 11 | Scandinavium, Göteborg Zuschauer: 9.051 Schiedsrichter: Belkhiri / Hamidi |
| 16. Januar 2023 20:30 Uhr | Strafen: 3×           | Spielbericht Spielstatistik | Strafen: 3×               | Scandinavium, Göteborg Zuschauer: 9.051 Schiedsrichter: Belkhiri / Hamidi |

#### Gruppe D
| Pl. | Land     | Sp. | S | U | N | Tore     | Diff. | Punkte |
| --- | -------- | --- | - | - | - | -------- | ----- | ------ |
| 1.  | Portugal | 3   | 2 | 0 | 1 | 085:740  | +11   | 4 a    |
| 2.  | Island   | 3   | 2 | 0 | 1 | 096:810  | +15   | 4 a    |
| 3.  | Ungarn   | 3   | 2 | 0 | 1 | 085:820  | +3    | 4 a    |
| 4.  | Südkorea | 3   | 0 | 0 | 3 | 076:1050 | −29   | 0      |

| 12. Januar 2023 18:00 Uhr | Ungarn               | 35:27                       | Südkorea                         | Kristianstad Arena, Kristianstad Zuschauer: 2.738 Schiedsrichter: Belkhiri / Hamidi |
| 12. Januar 2023 18:00 Uhr | meiste Tore: Lékai 7 | (21:11)                     | meiste Tore: Kang, Ha, Park je 5 | Kristianstad Arena, Kristianstad Zuschauer: 2.738 Schiedsrichter: Belkhiri / Hamidi |
| 12. Januar 2023 18:00 Uhr | Strafen: 1× 8× 1×    | Spielbericht Spielstatistik | Strafen: 2× 3×                   | Kristianstad Arena, Kristianstad Zuschauer: 2.738 Schiedsrichter: Belkhiri / Hamidi |

| 12. Januar 2023 20:30 Uhr | Island                 | 30:26                       | Portugal                       | Kristianstad Arena, Kristianstad Zuschauer: 2.738 Schiedsrichter: Schulze / Tönnies |
| 12. Januar 2023 20:30 Uhr | meiste Tore: Elísson 9 | (15:15)                     | meiste Tore: Caseiro Portela 8 | Kristianstad Arena, Kristianstad Zuschauer: 2.738 Schiedsrichter: Schulze / Tönnies |
| 12. Januar 2023 20:30 Uhr | Strafen: 1× 3×         | Spielbericht Spielstatistik | Strafen: 1× 5× 1×              | Kristianstad Arena, Kristianstad Zuschauer: 2.738 Schiedsrichter: Schulze / Tönnies |

| 14. Januar 2023 18:00 Uhr | Portugal             | 32:24                       | Südkorea           | Kristianstad Arena, Kristianstad Zuschauer: 4.615 Schiedsrichter: Pavićević / Ražnatović |
| 14. Januar 2023 18:00 Uhr | meiste Tore: Gomes 7 | (15:12)                     | meiste Tore: Lee 4 | Kristianstad Arena, Kristianstad Zuschauer: 4.615 Schiedsrichter: Pavićević / Ražnatović |
| 14. Januar 2023 18:00 Uhr | Strafen: 5×          | Spielbericht Spielstatistik | Strafen: 3×        | Kristianstad Arena, Kristianstad Zuschauer: 4.615 Schiedsrichter: Pavićević / Ražnatović |

| 14. Januar 2023 20:30 Uhr | Island                 | 28:30                       | Ungarn                | Kristianstad Arena, Kristianstad Zuschauer: 4.615 Schiedsrichter: C. Bonaventura / J. Bonaventura |
| 14. Januar 2023 20:30 Uhr | meiste Tore: Elísson 9 | (17:12)                     | meiste Tore: Ancsin 6 | Kristianstad Arena, Kristianstad Zuschauer: 4.615 Schiedsrichter: C. Bonaventura / J. Bonaventura |
| 14. Januar 2023 20:30 Uhr | Strafen: 3×            | Spielbericht Spielstatistik | Strafen: 1× 5×        | Kristianstad Arena, Kristianstad Zuschauer: 4.615 Schiedsrichter: C. Bonaventura / J. Bonaventura |

| 16. Januar 2023 18:00 Uhr | Südkorea                    | 25:38                       | Island                      | Kristianstad Arena, Kristianstad Zuschauer: 3.608 Schiedsrichter: Merz / Kuttler |
| 16. Januar 2023 18:00 Uhr | meiste Tore: Kang, Kim je 4 | (13:19)                     | meiste Tore: Ríkharðsson 11 | Kristianstad Arena, Kristianstad Zuschauer: 3.608 Schiedsrichter: Merz / Kuttler |
| 16. Januar 2023 18:00 Uhr | Strafen: 4×                 | Spielbericht Spielstatistik | Strafen: 1× 4×              | Kristianstad Arena, Kristianstad Zuschauer: 3.608 Schiedsrichter: Merz / Kuttler |

| 16. Januar 2023 20:30 Uhr | Portugal                | 27:20                       | Ungarn              | Kristianstad Arena, Kristianstad Zuschauer: 3.608 Schiedsrichter: Načevski / Nikolov |
| 16. Januar 2023 20:30 Uhr | meiste Tore: F. Costa 6 | (16:9)                      | meiste Tore: Bodó 5 | Kristianstad Arena, Kristianstad Zuschauer: 3.608 Schiedsrichter: Načevski / Nikolov |
| 16. Januar 2023 20:30 Uhr | Strafen: 1× 2×          | Spielbericht Spielstatistik | Strafen: 3× 1×      | Kristianstad Arena, Kristianstad Zuschauer: 3.608 Schiedsrichter: Načevski / Nikolov |

#### Gruppe E
| Pl. | Land        | Sp. | S | U | N | Tore     | Diff. | Punkte |
| --- | ----------- | --- | - | - | - | -------- | ----- | ------ |
| 1.  | Deutschland | 3   | 3 | 0 | 0 | 0102:810 | +21   | 6      |
| 2.  | Serbien     | 3   | 2 | 0 | 1 | 0103:850 | +18   | 4      |
| 3.  | Katar       | 3   | 1 | 0 | 2 | 080:890  | −9    | 2      |
| 4.  | Algerien    | 3   | 0 | 0 | 3 | 072:1020 | −30   | 0      |

| 13. Januar 2023 18:00 Uhr | Deutschland          | 31:27                       | Katar                 | Spodek, Katowice Zuschauer: 3.500 Schiedsrichter: Gubica / Milošević |
| 13. Januar 2023 18:00 Uhr | meiste Tore: Knorr 8 | (18:13)                     | meiste Tore: Madadi 6 | Spodek, Katowice Zuschauer: 3.500 Schiedsrichter: Gubica / Milošević |
| 13. Januar 2023 18:00 Uhr | Strafen: 1×          | Spielbericht Spielstatistik | Strafen: 1× 4×        | Spodek, Katowice Zuschauer: 3.500 Schiedsrichter: Gubica / Milošević |

| 13. Januar 2023 20:30 Uhr | Serbien                 | 36:27                       | Algerien            | Spodek, Katowice Zuschauer: 3.500 Schiedsrichter: Gatelis / Mažeika |
| 13. Januar 2023 20:30 Uhr | meiste Tore: Marsenić 9 | (16:13)                     | meiste Tore: Arib 5 | Spodek, Katowice Zuschauer: 3.500 Schiedsrichter: Gatelis / Mažeika |
| 13. Januar 2023 20:30 Uhr | Strafen: 4×             | Spielbericht Spielstatistik | Strafen: 1× 4×      | Spodek, Katowice Zuschauer: 3.500 Schiedsrichter: Gatelis / Mažeika |

| 15. Januar 2023 18:00 Uhr | Deutschland            | 34:33                       | Serbien              | Spodek, Katowice Zuschauer: 4.600 Schiedsrichter: Madsen / Hansen |
| 15. Januar 2023 18:00 Uhr | meiste Tore: Mertens 7 | (19:17)                     | meiste Tore: Kukić 7 | Spodek, Katowice Zuschauer: 4.600 Schiedsrichter: Madsen / Hansen |
| 15. Januar 2023 18:00 Uhr | Strafen: 1× 5×         | Spielbericht Spielstatistik | Strafen: 1× 2×       | Spodek, Katowice Zuschauer: 4.600 Schiedsrichter: Madsen / Hansen |

| 15. Januar 2023 20:30 Uhr | Katar                             | 29:24                       | Algerien                      | Spodek, Katowice Zuschauer: 3.200 Schiedsrichter: Emam / Hedaia |
| 15. Januar 2023 20:30 Uhr | meiste Tore: Madadi, Gačević je 7 | (12:11)                     | meiste Tore: Daoud, Abdi je 5 | Spodek, Katowice Zuschauer: 3.200 Schiedsrichter: Emam / Hedaia |
| 15. Januar 2023 20:30 Uhr | Strafen: 2× 4×                    | Spielbericht Spielstatistik | Strafen: 3×                   | Spodek, Katowice Zuschauer: 3.200 Schiedsrichter: Emam / Hedaia |

| 17. Januar 2023 18:00 Uhr | Algerien              | 21:37                       | Deutschland                | Spodek, Katowice Zuschauer: 2.350 Schiedsrichter: Bíró / Kiss |
| 17. Januar 2023 18:00 Uhr | meiste Tore: Ayyoub 5 | (9:16)                      | meiste Tore: Kohlbacher 10 | Spodek, Katowice Zuschauer: 2.350 Schiedsrichter: Bíró / Kiss |
| 17. Januar 2023 18:00 Uhr | Strafen: 1× 2× 1×     | Spielbericht Spielstatistik | Strafen: 1×                | Spodek, Katowice Zuschauer: 2.350 Schiedsrichter: Bíró / Kiss |

| 17. Januar 2023 20:30 Uhr | Katar                                  | 24:34                       | Serbien                    | Spodek, Katowice Zuschauer: 1.800 Schiedsrichter: Horáček / Novotný |
| 17. Januar 2023 20:30 Uhr | meiste Tore: Madadi, Abdalla, Ali je 5 | (14:17)                     | meiste Tore: Radivojević 7 | Spodek, Katowice Zuschauer: 1.800 Schiedsrichter: Horáček / Novotný |
| 17. Januar 2023 20:30 Uhr | Strafen: 3×                            | Spielbericht Spielstatistik | Strafen: 4× 2×             | Spodek, Katowice Zuschauer: 1.800 Schiedsrichter: Horáček / Novotný |

#### Gruppe F
| Pl. | Land           | Sp. | S | U | N | Tore     | Diff. | Punkte |
| --- | -------------- | --- | - | - | - | -------- | ----- | ------ |
| 1.  | Norwegen       | 3   | 3 | 0 | 0 | 098:740  | +24   | 6      |
| 2.  | Niederlande    | 3   | 2 | 0 | 1 | 089:700  | +19   | 4      |
| 3.  | Argentinien    | 3   | 1 | 0 | 2 | 075:870  | −12   | 2      |
| 4.  | Nordmazedonien | 3   | 0 | 0 | 3 | 077:1080 | −31   | 0      |

| 13. Januar 2023 18:00 Uhr | Argentinien                       | 19:29                       | Niederlande          | Tauron Arena Kraków, Krakau Zuschauer: 2.418 Schiedsrichter: Madsen / Hansen |
| 13. Januar 2023 18:00 Uhr | meiste Tore: Simonet, Parker je 5 | (11:14)                     | meiste Tore: Smits 7 | Tauron Arena Kraków, Krakau Zuschauer: 2.418 Schiedsrichter: Madsen / Hansen |
| 13. Januar 2023 18:00 Uhr | Strafen: 1× 3×                    | Spielbericht Spielstatistik | Strafen: 1× 3×       | Tauron Arena Kraków, Krakau Zuschauer: 2.418 Schiedsrichter: Madsen / Hansen |

| 13. Januar 2023 20:30 Uhr | Norwegen                       | 39:27                       | Nordmazedonien         | Tauron Arena Kraków, Krakau Zuschauer: 4.048 Schiedsrichter: Bíró / Kiss |
| 13. Januar 2023 20:30 Uhr | meiste Tore: Sagosen, Rød je 6 | (18:11)                     | meiste Tore: Taleski 7 | Tauron Arena Kraków, Krakau Zuschauer: 4.048 Schiedsrichter: Bíró / Kiss |
| 13. Januar 2023 20:30 Uhr | Strafen: 1× 2×                 | Spielbericht Spielstatistik | Strafen: 1× 3×         | Tauron Arena Kraków, Krakau Zuschauer: 4.048 Schiedsrichter: Bíró / Kiss |

| 15. Januar 2023 18:00 Uhr | Nordmazedonien                          | 24:34                       | Niederlande           | Tauron Arena Kraków, Krakau Zuschauer: 3.300 Schiedsrichter: Kurtagic / Wetterwik |
| 15. Januar 2023 18:00 Uhr | meiste Tore: Kuzmanovski, Peševski je 4 | (11:18)                     | meiste Tore: Smits 10 | Tauron Arena Kraków, Krakau Zuschauer: 3.300 Schiedsrichter: Kurtagic / Wetterwik |
| 15. Januar 2023 18:00 Uhr | Strafen: 2×                             | Spielbericht Spielstatistik | Strafen: 1× 5×        | Tauron Arena Kraków, Krakau Zuschauer: 3.300 Schiedsrichter: Kurtagic / Wetterwik |

| 15. Januar 2023 20:30 Uhr | Norwegen                                 | 32:21                       | Argentinien            | Tauron Arena Kraków, Krakau Zuschauer: 3.750 Schiedsrichter: A. Konjičanin / D. Konjičanin |
| 15. Januar 2023 20:30 Uhr | meiste Tore: Sagosen, Barthold, Rød je 5 | (16:12)                     | meiste Tore: Simonet 7 | Tauron Arena Kraków, Krakau Zuschauer: 3.750 Schiedsrichter: A. Konjičanin / D. Konjičanin |
| 15. Januar 2023 20:30 Uhr | Strafen: 2×                              | Spielbericht Spielstatistik | Strafen: 5×            | Tauron Arena Kraków, Krakau Zuschauer: 3.750 Schiedsrichter: A. Konjičanin / D. Konjičanin |

| 17. Januar 2023 18:00 Uhr | Nordmazedonien         | 26:35                       | Argentinien            | Tauron Arena Kraków, Krakau Zuschauer: 2.214 Schiedsrichter: Mažeika / Gatelis |
| 17. Januar 2023 18:00 Uhr | meiste Tore: Taleski 5 | (11:18)                     | meiste Tore: Simonet 8 | Tauron Arena Kraków, Krakau Zuschauer: 2.214 Schiedsrichter: Mažeika / Gatelis |
| 17. Januar 2023 18:00 Uhr | Strafen: 1×            | Spielbericht Spielstatistik | Strafen: 1× 2×         | Tauron Arena Kraków, Krakau Zuschauer: 2.214 Schiedsrichter: Mažeika / Gatelis |

| 17. Januar 2023 20:30 Uhr | Niederlande          | 26:27                       | Norwegen               | Tauron Arena Kraków, Krakau Zuschauer: 2.750 Schiedsrichter: Gubica / Milošević |
| 17. Januar 2023 20:30 Uhr | meiste Tore: Smits 7 | (17:13)                     | meiste Tore: Sagosen 7 | Tauron Arena Kraków, Krakau Zuschauer: 2.750 Schiedsrichter: Gubica / Milošević |
| 17. Januar 2023 20:30 Uhr | Strafen: 1× 3×       | Spielbericht Spielstatistik |                        | Tauron Arena Kraków, Krakau Zuschauer: 2.750 Schiedsrichter: Gubica / Milošević |

#### Gruppe G
| Pl. | Land               | Sp. | S | U | N | Tore     | Diff. | Punkte |
| --- | ------------------ | --- | - | - | - | -------- | ----- | ------ |
| 1.  | Ägypten            | 3   | 3 | 0 | 0 | 096:570  | +39   | 6      |
| 2.  | Kroatien           | 3   | 2 | 0 | 1 | 098:770  | +21   | 4      |
| 3.  | Vereinigte Staaten | 3   | 1 | 0 | 2 | 066:1020 | −36   | 2      |
| 4.  | Marokko            | 3   | 0 | 0 | 3 | 070:820  | −12   | 0      |

| 13. Januar 2023 18:00 Uhr | Marokko                  | 27:28                       | Vereinigte Staaten    | Husqvarna Garden, Jönköping Zuschauer: 4.817 Schiedsrichter: Kleven / Jørum |
| 13. Januar 2023 18:00 Uhr | meiste Tore: Harchaoui 5 | (12:12)                     | meiste Tore: Fofana 6 | Husqvarna Garden, Jönköping Zuschauer: 4.817 Schiedsrichter: Kleven / Jørum |
| 13. Januar 2023 18:00 Uhr | Strafen: 5× 1×           | Spielbericht Spielstatistik | Strafen: 5× 1×        | Husqvarna Garden, Jönköping Zuschauer: 4.817 Schiedsrichter: Kleven / Jørum |

| 13. Januar 2023 20:30 Uhr | Ägypten                | 31:22                       | Kroatien             | Husqvarna Garden, Jönköping Zuschauer: 5.200 Schiedsrichter: García / Marín |
| 13. Januar 2023 20:30 Uhr | meiste Tore: Mahmoud 7 | (16:12)                     | meiste Tore: Šipić 5 | Husqvarna Garden, Jönköping Zuschauer: 5.200 Schiedsrichter: García / Marín |
| 13. Januar 2023 20:30 Uhr | Strafen: 2×            | Spielbericht Spielstatistik | Strafen: 2× 5×       | Husqvarna Garden, Jönköping Zuschauer: 5.200 Schiedsrichter: García / Marín |

| 15. Januar 2023 18:00 Uhr | Ägypten               | 30:19                       | Marokko              | Husqvarna Garden, Jönköping Zuschauer: 3.304 Schiedsrichter: Grillo / Lenci |
| 15. Januar 2023 18:00 Uhr | meiste Tore: Kaddah 7 | (13:9)                      | meiste Tore: Lakbi 5 | Husqvarna Garden, Jönköping Zuschauer: 3.304 Schiedsrichter: Grillo / Lenci |
| 15. Januar 2023 18:00 Uhr | Strafen: 1×           | Spielbericht Spielstatistik | Strafen: 1× 4×       | Husqvarna Garden, Jönköping Zuschauer: 3.304 Schiedsrichter: Grillo / Lenci |

| 15. Januar 2023 20:30 Uhr | Kroatien               | 40:22                       | Vereinigte Staaten   | Husqvarna Garden, Jönköping Zuschauer: 3.423 Schiedsrichter: Paolantoni / García |
| 15. Januar 2023 20:30 Uhr | meiste Tore: Karačić 8 | (20:10)                     | meiste Tore: Hines 6 | Husqvarna Garden, Jönköping Zuschauer: 3.423 Schiedsrichter: Paolantoni / García |
| 15. Januar 2023 20:30 Uhr | Strafen: 1× 2×         | Spielbericht Spielstatistik | Strafen: 3×          | Husqvarna Garden, Jönköping Zuschauer: 3.423 Schiedsrichter: Paolantoni / García |

| 17. Januar 2023 18:00 Uhr | Vereinigte Staaten                      | 16:35                       | Ägypten                                                    | Husqvarna Garden, Jönköping Zuschauer: 2.603 Schiedsrichter: Sekulić / Jovandić |
| 17. Januar 2023 18:00 Uhr | meiste Tore: Amitovic, Chan Blanco je 4 | (7:19)                      | meiste Tore: Y. El-Deraa, S. El-Deraa, Hesham, Kaddah je 4 | Husqvarna Garden, Jönköping Zuschauer: 2.603 Schiedsrichter: Sekulić / Jovandić |
| 17. Januar 2023 18:00 Uhr | Strafen: 1× 2×                          | Spielbericht Spielstatistik | Strafen: 2×                                                | Husqvarna Garden, Jönköping Zuschauer: 2.603 Schiedsrichter: Sekulić / Jovandić |

| 17. Januar 2023 20:30 Uhr | Kroatien               | 36:24                       | Marokko                            | Husqvarna Garden, Jönköping Zuschauer: 2.617 Schiedsrichter: C. Bonaventura / J. Bonaventura |
| 17. Januar 2023 20:30 Uhr | meiste Tore: Cindrić 9 | (15:13)                     | meiste Tore: Reida, El Hakimy je 5 | Husqvarna Garden, Jönköping Zuschauer: 2.617 Schiedsrichter: C. Bonaventura / J. Bonaventura |
| 17. Januar 2023 20:30 Uhr | Strafen: 1× 4×         | Spielbericht Spielstatistik | Strafen: 4×                        | Husqvarna Garden, Jönköping Zuschauer: 2.617 Schiedsrichter: C. Bonaventura / J. Bonaventura |

#### Gruppe H
| Pl. | Land     | Sp. | S | U | N | Tore     | Diff. | Punkte |
| --- | -------- | --- | - | - | - | -------- | ----- | ------ |
| 1.  | Dänemark | 3   | 3 | 0 | 0 | 0113:700 | +43   | 6      |
| 2.  | Bahrain  | 3   | 1 | 1 | 1 | 078:910  | −13   | 3      |
| 3.  | Belgien  | 3   | 1 | 0 | 2 | 087:1020 | −15   | 2      |
| 4.  | Tunesien | 3   | 0 | 1 | 2 | 077:920  | −15   | 1      |

| 13. Januar 2023 18:00 Uhr | Bahrain                | 27:27                       | Tunesien            | Malmö Arena, Malmö Zuschauer: 8.870 Schiedsrichter: Načevski / Nikolov |
| 13. Januar 2023 18:00 Uhr | meiste Tore: Fadhul 10 | (16:15)                     | meiste Tore: Rzig 8 | Malmö Arena, Malmö Zuschauer: 8.870 Schiedsrichter: Načevski / Nikolov |
| 13. Januar 2023 18:00 Uhr | Strafen: 1× 2×         | Spielbericht Spielstatistik | Strafen: 1× 3×      | Malmö Arena, Malmö Zuschauer: 8.870 Schiedsrichter: Načevski / Nikolov |

| 13. Januar 2023 20:30 Uhr | Dänemark               | 43:28                       | Belgien               | Malmö Arena, Malmö Zuschauer: 12.426 Schiedsrichter: Paolantoni / García |
| 13. Januar 2023 20:30 Uhr | meiste Tore: Hansen 10 | (22:15)                     | meiste Tore: Brixhe 5 | Malmö Arena, Malmö Zuschauer: 12.426 Schiedsrichter: Paolantoni / García |
| 13. Januar 2023 20:30 Uhr | Strafen: 1× 2×         | Spielbericht Spielstatistik | Strafen: 5×           | Malmö Arena, Malmö Zuschauer: 12.426 Schiedsrichter: Paolantoni / García |

| 15. Januar 2023 18:00 Uhr | Belgien               | 31:29                       | Tunesien             | Malmö Arena, Malmö Zuschauer: 1.023 Schiedsrichter: García / Marín |
| 15. Januar 2023 18:00 Uhr | meiste Tore: Qerimi 6 | (17:16)                     | meiste Tore: Maoua 4 | Malmö Arena, Malmö Zuschauer: 1.023 Schiedsrichter: García / Marín |
| 15. Januar 2023 18:00 Uhr | Strafen: 6×           | Spielbericht Spielstatistik | Strafen: 2× 1×       | Malmö Arena, Malmö Zuschauer: 1.023 Schiedsrichter: García / Marín |

| 15. Januar 2023 20:30 Uhr | Dänemark              | 36:21                       | Bahrain              | Malmö Arena, Malmö Zuschauer: 10.566 Schiedsrichter: Schulze / Tönnies |
| 15. Januar 2023 20:30 Uhr | meiste Tore: Gidsel 9 | (16:9)                      | meiste Tore: Merza 5 | Malmö Arena, Malmö Zuschauer: 10.566 Schiedsrichter: Schulze / Tönnies |
| 15. Januar 2023 20:30 Uhr |                       | Spielbericht Spielstatistik | Strafen: 2×          | Malmö Arena, Malmö Zuschauer: 10.566 Schiedsrichter: Schulze / Tönnies |

| 17. Januar 2023 18:00 Uhr | Belgien                | 28:30                       | Bahrain              | Malmö Arena, Malmö Zuschauer: 9.350 Schiedsrichter: Grillo / Lenci |
| 17. Januar 2023 18:00 Uhr | meiste Tore: Kötters 8 | (12:15)                     | meiste Tore: Merza 6 | Malmö Arena, Malmö Zuschauer: 9.350 Schiedsrichter: Grillo / Lenci |
| 17. Januar 2023 18:00 Uhr | Strafen: 3× 1×         | Spielbericht Spielstatistik | Strafen: 5×          | Malmö Arena, Malmö Zuschauer: 9.350 Schiedsrichter: Grillo / Lenci |

| 17. Januar 2023 20:30 Uhr | Tunesien               | 21:34                       | Dänemark              | Malmö Arena, Malmö Zuschauer: 10.143 Schiedsrichter: Pavićević / Ražnatović |
| 17. Januar 2023 20:30 Uhr | meiste Tore: Darmoul 6 | (14:19)                     | meiste Tore: Gidsel 8 | Malmö Arena, Malmö Zuschauer: 10.143 Schiedsrichter: Pavićević / Ražnatović |
| 17. Januar 2023 20:30 Uhr | Strafen: 1× 3×         | Spielbericht Spielstatistik | Strafen: 2×           | Malmö Arena, Malmö Zuschauer: 10.143 Schiedsrichter: Pavićević / Ražnatović |

### President’s Cup
Beim President’s Cup ermittelten die viertplatzierten Mannschaften der Vorrundengruppen A bis H die Platzierungen 25 bis 32. Die Spiele fanden vom 18. Januar bis zum 23. Januar 2023 statt. Der President’s Cup lief in zwei Phasen ab: Platzierungsrunde und Platzierungsspiele.

#### Platzierungsrunde
Die erste Phase war die Platzierungsrunde. Hier wurde ermittelt, welche Mannschaften um welche Plätze in den Platzierungsspielen spielt. Dazu wurde eine Punktspielrunde durchgeführt und zwei Gruppen mit jeweils vier Mannschaften gebildet, die gegeneinander spielten. Für jeden Sieg bekam die Mannschaft zwei Punkte, einen Punkt gab es für ein Unentschieden.

##### Gruppe I
| Pl. | Land          | Sp. | S | U | N | Tore    | Diff. | Punkte |
| --- | ------------- | --- | - | - | - | ------- | ----- | ------ |
| 1.  | Chile         | 3   | 3 | 0 | 0 | 093:730 | +20   | 6      |
| 2.  | Südkorea      | 3   | 2 | 0 | 1 | 097:860 | +11   | 4      |
| 3.  | Saudi-Arabien | 3   | 1 | 0 | 2 | 074:870 | −13   | 2      |
| 4.  | Uruguay       | 3   | 0 | 0 | 3 | 081:990 | −18   | 0      |

| 18. Januar 2023 18:00 Uhr | Chile                               | 26:23                       | Saudi-Arabien              | Orlen Arena, Płock Zuschauer: 600 Schiedsrichter: Özdeniz / Erdoğan |
| 18. Januar 2023 18:00 Uhr | meiste Tore: Er. Feuchtmann Pérez 7 | (12:13)                     | meiste Tore: al-Abdulali 7 | Orlen Arena, Płock Zuschauer: 600 Schiedsrichter: Özdeniz / Erdoğan |
| 18. Januar 2023 18:00 Uhr | Strafen: 1× 3×                      | Spielbericht Spielstatistik | Strafen: 2× 3× 1×          | Orlen Arena, Płock Zuschauer: 600 Schiedsrichter: Özdeniz / Erdoğan |

| 18. Januar 2023 20:30 Uhr | Uruguay                        | 30:37                       | Südkorea                  | Orlen Arena, Płock Zuschauer: 800 Schiedsrichter: Emam / Hedaia |
| 18. Januar 2023 20:30 Uhr | meiste Tore: Rubbo Rodríguez 8 | (15:23)                     | meiste Tore: Ha, Jin je 6 | Orlen Arena, Płock Zuschauer: 800 Schiedsrichter: Emam / Hedaia |
| 18. Januar 2023 20:30 Uhr | Strafen: 1× 4×                 | Spielbericht Spielstatistik | Strafen: 2× 4× 1×         | Orlen Arena, Płock Zuschauer: 800 Schiedsrichter: Emam / Hedaia |

| 20. Januar 2023 15:30 Uhr | Chile                               | 34:24                       | Uruguay                                              | Orlen Arena, Płock Zuschauer: 600 Schiedsrichter: García / Paolantoni |
| 20. Januar 2023 15:30 Uhr | meiste Tore: Er. Feuchtmann Pérez 6 | (17:13)                     | meiste Tore: Rubbo Rodríguez, de Agrela Milgron je 4 | Orlen Arena, Płock Zuschauer: 600 Schiedsrichter: García / Paolantoni |
| 20. Januar 2023 15:30 Uhr | Strafen: 1× 3× 1×                   | Spielbericht Spielstatistik | Strafen: 1× 5×                                       | Orlen Arena, Płock Zuschauer: 600 Schiedsrichter: García / Paolantoni |

| 20. Januar 2023 18:00 Uhr | Saudi-Arabien                         | 23:34                       | Südkorea             | Orlen Arena, Płock Zuschauer: 1.200 Schiedsrichter: Santos / Fonseca |
| 20. Januar 2023 18:00 Uhr | meiste Tore: al-Abbas, al-Hassan je 4 | (12:17)                     | meiste Tore: Jang 11 | Orlen Arena, Płock Zuschauer: 1.200 Schiedsrichter: Santos / Fonseca |
| 20. Januar 2023 18:00 Uhr | Strafen: 1× 7× 1×                     | Spielbericht Spielstatistik | Strafen: 8×          | Orlen Arena, Płock Zuschauer: 1.200 Schiedsrichter: Santos / Fonseca |

| 22. Januar 2023 13:00 Uhr | Südkorea            | 26:33                       | Chile                               | Orlen Arena, Płock Zuschauer: 650 Schiedsrichter: Merz / Kuttler |
| 22. Januar 2023 13:00 Uhr | meiste Tore: Kang 6 | (16:16)                     | meiste Tore: Er. Feuchtmann Pérez 9 | Orlen Arena, Płock Zuschauer: 650 Schiedsrichter: Merz / Kuttler |
| 22. Januar 2023 13:00 Uhr | Strafen: 2× 4× 1×   | Spielbericht Spielstatistik | Strafen: 6×                         | Orlen Arena, Płock Zuschauer: 650 Schiedsrichter: Merz / Kuttler |

| 22. Januar 2023 15:30 Uhr | Saudi-Arabien           | 28:27                       | Uruguay                         | Orlen Arena, Płock Zuschauer: 1.250 Schiedsrichter: Emam / Hedaia |
| 22. Januar 2023 15:30 Uhr | meiste Tore: al-Salem 8 | (15:14)                     | meiste Tore: Rubbo Rodríguez 11 | Orlen Arena, Płock Zuschauer: 1.250 Schiedsrichter: Emam / Hedaia |
| 22. Januar 2023 15:30 Uhr | Strafen: 1× 3×          | Spielbericht Spielstatistik | Strafen: 1× 5×                  | Orlen Arena, Płock Zuschauer: 1.250 Schiedsrichter: Emam / Hedaia |

##### Gruppe II
| Pl. | Land           | Sp. | S | U | N | Tore     | Diff. | Punkte |
| --- | -------------- | --- | - | - | - | -------- | ----- | ------ |
| 1.  | Tunesien       | 3   | 3 | 0 | 0 | 093:780  | +15   | 6      |
| 2.  | Nordmazedonien | 3   | 2 | 0 | 1 | 0108:830 | +25   | 4      |
| 3.  | Marokko        | 3   | 1 | 0 | 2 | 078:970  | −19   | 2      |
| 4.  | Algerien       | 3   | 0 | 0 | 3 | 077:980  | −21   | 0      |

| 19. Januar 2023 15:30 Uhr | Algerien             | 25:40                       | Nordmazedonien                       | Orlen Arena, Płock Zuschauer: 600 Schiedsrichter: Koo / Lee |
| 19. Januar 2023 15:30 Uhr | meiste Tore: Daoud 5 | (11:19)                     | meiste Tore: Manaskov, Peševski je 7 | Orlen Arena, Płock Zuschauer: 600 Schiedsrichter: Koo / Lee |
| 19. Januar 2023 15:30 Uhr | Strafen: 4× 1×       | Spielbericht Spielstatistik | Strafen: 2×                          | Orlen Arena, Płock Zuschauer: 600 Schiedsrichter: Koo / Lee |

| 19. Januar 2023 18:00 Uhr | Marokko              | 25:30                       | Tunesien            | Orlen Arena, Płock Zuschauer: 800 Schiedsrichter: Santos / Fonseca |
| 19. Januar 2023 18:00 Uhr | meiste Tore: Reida 9 | (13:13)                     | meiste Tore: Rzig 8 | Orlen Arena, Płock Zuschauer: 800 Schiedsrichter: Santos / Fonseca |
| 19. Januar 2023 18:00 Uhr | Strafen: 1× 6×       | Spielbericht Spielstatistik | Strafen: 6×         | Orlen Arena, Płock Zuschauer: 800 Schiedsrichter: Santos / Fonseca |

| 21. Januar 2023 15:30 Uhr | Algerien              | 27:28                       | Marokko                  | Orlen Arena, Płock Zuschauer: 900 Schiedsrichter: Erdoğan / Özdeniz |
| 21. Januar 2023 15:30 Uhr | meiste Tore: Ayyoub 7 | (15:13)                     | meiste Tore: Harchaoui 5 | Orlen Arena, Płock Zuschauer: 900 Schiedsrichter: Erdoğan / Özdeniz |
| 21. Januar 2023 15:30 Uhr | Strafen: 1× 4×        | Spielbericht Spielstatistik | Strafen: 3× 4×           | Orlen Arena, Płock Zuschauer: 900 Schiedsrichter: Erdoğan / Özdeniz |

| 21. Januar 2023 18:00 Uhr | Nordmazedonien          | 28:33                       | Tunesien               | Orlen Arena, Płock Zuschauer: 1.300 Schiedsrichter: Paolantoni / García |
| 21. Januar 2023 18:00 Uhr | meiste Tore: Manaskov 7 | (14:16)                     | meiste Tore: Darmoul 7 | Orlen Arena, Płock Zuschauer: 1.300 Schiedsrichter: Paolantoni / García |
| 21. Januar 2023 18:00 Uhr | Strafen: 1× 7×          | Spielbericht Spielstatistik | Strafen: 3× 9×         | Orlen Arena, Płock Zuschauer: 1.300 Schiedsrichter: Paolantoni / García |

| 23. Januar 2023 15:30 Uhr | Tunesien                 | 30:25                       | Algerien              | Orlen Arena, Płock Zuschauer: 800 Schiedsrichter: Grillo / Lenci |
| 23. Januar 2023 15:30 Uhr | meiste Tore: Boughanmi 8 | (15:12)                     | meiste Tore: Ayyoub 8 | Orlen Arena, Płock Zuschauer: 800 Schiedsrichter: Grillo / Lenci |
| 23. Januar 2023 15:30 Uhr | Strafen: 1× 2×           | Spielbericht Spielstatistik | Strafen: 2×           | Orlen Arena, Płock Zuschauer: 800 Schiedsrichter: Grillo / Lenci |

| 23. Januar 2023 18:00 Uhr | Nordmazedonien             | 40:25                       | Marokko              | Orlen Arena, Płock Zuschauer: 1.050 Schiedsrichter: Koo / Lee |
| 23. Januar 2023 18:00 Uhr | meiste Tore: Kuzmanovski 8 | (18:12)                     | meiste Tore: Zaher 8 | Orlen Arena, Płock Zuschauer: 1.050 Schiedsrichter: Koo / Lee |
| 23. Januar 2023 18:00 Uhr | Strafen: 3×                | Spielbericht Spielstatistik | Strafen: 1×          | Orlen Arena, Płock Zuschauer: 1.050 Schiedsrichter: Koo / Lee |

#### Platzierungsspiele (Plätze 25 bis 32)
Die zweite Phase waren die Platzierungsspiele. Die Paarungen ergaben sich aus den in der vorherigen Platzierungsrunde ermittelten Gruppenplätzen – die Erstplatzierten der beiden Gruppen spielten um Platz 25, die Zweitplatzierten um Platz 27, die Drittplatzierten spielten untereinander Platz 29 aus und die Letztplatzierten der Gruppen den 31. Platz. Die Spiele wurden am 25. Januar 2023 ausgetragen. Im Falle eines Unentschiedens nach regulärer Spielzeit wäre das Spiel direkt durch Siebenmeterwerfen entschieden worden.

##### Spiel um Platz 31
| 25. Januar 2023 13:00 Uhr | Uruguay                                            | 33:34                       | Algerien                       | Orlen Arena, Płock Zuschauer: 1.050 Schiedsrichter: Koo / Lee |
| 25. Januar 2023 13:00 Uhr | meiste Tore: Rubbo Rodríguez, Chaparro Almada je 6 | (17:16)                     | meiste Tore: Yacine, Arib je 6 | Orlen Arena, Płock Zuschauer: 1.050 Schiedsrichter: Koo / Lee |
| 25. Januar 2023 13:00 Uhr | Strafen: 2×                                        | Spielbericht Spielstatistik | Strafen: 4×                    | Orlen Arena, Płock Zuschauer: 1.050 Schiedsrichter: Koo / Lee |

##### Spiel um Platz 29
| 25. Januar 2023 15:30 Uhr | Saudi-Arabien                | 32:30                       | Marokko                   | Orlen Arena, Płock Zuschauer: 1.050 Schiedsrichter: Merz / Kuttler |
| 25. Januar 2023 15:30 Uhr | meiste Tore: Moj. al-Salem 7 | (18:11)                     | meiste Tore: Harchaoui 10 | Orlen Arena, Płock Zuschauer: 1.050 Schiedsrichter: Merz / Kuttler |
| 25. Januar 2023 15:30 Uhr | Strafen: 1× 5×               | Spielbericht Spielstatistik | Strafen: 1× 2×            | Orlen Arena, Płock Zuschauer: 1.050 Schiedsrichter: Merz / Kuttler |

##### Spiel um Platz 27
| 25. Januar 2023 18:00 Uhr | Südkorea           | 33:36                       | Nordmazedonien             | Orlen Arena, Płock Zuschauer: 1.400 Schiedsrichter: Grillo / Lenci |
| 25. Januar 2023 18:00 Uhr | meiste Tore: Jin 8 | (19:20)                     | meiste Tore: Kuzmanovski 8 | Orlen Arena, Płock Zuschauer: 1.400 Schiedsrichter: Grillo / Lenci |
| 25. Januar 2023 18:00 Uhr | Strafen: 1× 3× 1×  | Spielbericht Spielstatistik | Strafen: 2× 5×             | Orlen Arena, Płock Zuschauer: 1.400 Schiedsrichter: Grillo / Lenci |

##### Spiel um Platz 25
| 25. Januar 2023 20:30 Uhr | Chile                               | 26:38                       | Tunesien             | Orlen Arena, Płock Zuschauer: 2.000 Schiedsrichter: Sekulić / Jovandić |
| 25. Januar 2023 20:30 Uhr | meiste Tore: Er. Feuchtmann Pérez 8 | (10:24)                     | meiste Tore: Toumi 8 | Orlen Arena, Płock Zuschauer: 2.000 Schiedsrichter: Sekulić / Jovandić |
| 25. Januar 2023 20:30 Uhr | Strafen: 2×                         | Spielbericht Spielstatistik | Strafen: 4× 2×       | Orlen Arena, Płock Zuschauer: 2.000 Schiedsrichter: Sekulić / Jovandić |

### Hauptrunde
Bei der Hauptrunde wurden die Spiele als Punktspiele ausgetragen. Auch hier bekam jede Mannschaft pro Sieg zwei Punkte und bei einem Unentschieden einen Punkt. Es wurden vier Gruppen mit jeweils sechs Mannschaften gebildet. Die Ergebnisse der Mannschaften gegen die Mannschaften, die aus der eigenen Vorrunden-Gruppe mit in die Hauptrunde einzogen, wurden mitgenommen. Die Spiele fanden vom 18. bis zum 23. Januar statt.
Bei Punktgleichheit zweier oder mehrerer Mannschaften nach Abschluss der Hauptrunde wurden für diese Mannschaften folgende Kriterien für die Ermittlung der Platzierung angewendet:
1. höhere Anzahl Punkte in den Direktbegegnungen der punktgleichen Teams;
2. bessere Tordifferenz in den Direktbegegnungen der punktgleichen Teams;
3. höhere Anzahl Tore in den Direktbegegnungen der punktgleichen Teams;
4. bessere Tordifferenz von sämtlichen Spielen;
5. höhere Plustoranzahl sämtlicher Spiele;
6. das Los.

#### Gruppe I
| Pl. | Land       | Sp. | S | U | N | Tore      | Diff. | Punkte |
| --- | ---------- | --- | - | - | - | --------- | ----- | ------ |
| 1.  | Frankreich | 5   | 5 | 0 | 0 | 0165:1340 | +31   | 10     |
| 2.  | Spanien    | 5   | 4 | 0 | 1 | 0149:1240 | +25   | 8      |
| 3.  | Slowenien  | 5   | 3 | 0 | 2 | 0158:1330 | +25   | 6      |
| 4.  | Polen      | 5   | 2 | 0 | 3 | 0123:1270 | −4    | 4      |
| 5.  | Montenegro | 5   | 1 | 0 | 4 | 0126:1540 | −28   | 2      |
| 6.  | Iran       | 5   | 0 | 0 | 5 | 0125:1740 | −49   | 0      |

| 18. Januar 2023 15:30 Uhr | Iran                 | 21:38                       | Slowenien            | Tauron Arena Kraków, Krakau Zuschauer: 1.206 Schiedsrichter: Bíró / Kiss |
| 18. Januar 2023 15:30 Uhr | meiste Tore: Oraei 4 | (9:20)                      | meiste Tore: Makuc 6 | Tauron Arena Kraków, Krakau Zuschauer: 1.206 Schiedsrichter: Bíró / Kiss |
| 18. Januar 2023 15:30 Uhr | Strafen: 3×          | Spielbericht Spielstatistik | Strafen: 5×          | Tauron Arena Kraków, Krakau Zuschauer: 1.206 Schiedsrichter: Bíró / Kiss |

| 18. Januar 2023 18:00 Uhr | Frankreich                 | 35:24                       | Montenegro             | Tauron Arena Kraków, Krakau Zuschauer: 2.411 Schiedsrichter: Kurtagic / Wetterwik |
| 18. Januar 2023 18:00 Uhr | meiste Tore: Richardson 10 | (16:13)                     | meiste Tore: Božović 6 | Tauron Arena Kraków, Krakau Zuschauer: 2.411 Schiedsrichter: Kurtagic / Wetterwik |
| 18. Januar 2023 18:00 Uhr | Strafen: 1× 3×             | Spielbericht Spielstatistik | Strafen: 1× 4×         | Tauron Arena Kraków, Krakau Zuschauer: 2.411 Schiedsrichter: Kurtagic / Wetterwik |

| 18. Januar 2023 20:30 Uhr | Spanien                                                 | 27:23                       | Polen                | Tauron Arena Kraków, Krakau Zuschauer: 7.030 Schiedsrichter: Hansen / Madsen |
| 18. Januar 2023 20:30 Uhr | meiste Tore: A. Fernández, A. Dujshebaev, Figueras je 4 | (16:15)                     | meiste Tore: Sićko 7 | Tauron Arena Kraków, Krakau Zuschauer: 7.030 Schiedsrichter: Hansen / Madsen |
| 18. Januar 2023 20:30 Uhr | Strafen: 1× 3×                                          | Spielbericht Spielstatistik | Strafen: 1× 2× 1×    | Tauron Arena Kraków, Krakau Zuschauer: 7.030 Schiedsrichter: Hansen / Madsen |

| 20. Januar 2023 15:30 Uhr | Slowenien              | 26:31                       | Spanien                  | Tauron Arena Kraków, Krakau Zuschauer: 2.100 Schiedsrichter: Kurtagic / Wetterwik |
| 20. Januar 2023 15:30 Uhr | meiste Tore: Dolenec 7 | (15:15)                     | meiste Tore: Odriozola 6 | Tauron Arena Kraków, Krakau Zuschauer: 2.100 Schiedsrichter: Kurtagic / Wetterwik |
| 20. Januar 2023 15:30 Uhr | Strafen: 2× 4×         | Spielbericht Spielstatistik | Strafen: 3×              | Tauron Arena Kraków, Krakau Zuschauer: 2.100 Schiedsrichter: Kurtagic / Wetterwik |

| 20. Januar 2023 18:00 Uhr | Iran                                                   | 29:41                       | Frankreich                       | Tauron Arena Kraków, Krakau Zuschauer: 4.150 Schiedsrichter: A. Konjičanin / D. Konjičanin |
| 20. Januar 2023 18:00 Uhr | meiste Tore: Kabirianjoo, Yadegaridehkordi, Oraei je 4 | (14:18)                     | meiste Tore: Tournat, Briet je 6 | Tauron Arena Kraków, Krakau Zuschauer: 4.150 Schiedsrichter: A. Konjičanin / D. Konjičanin |
| 20. Januar 2023 18:00 Uhr | Strafen: 7×                                            | Spielbericht Spielstatistik | Strafen: 1×                      | Tauron Arena Kraków, Krakau Zuschauer: 4.150 Schiedsrichter: A. Konjičanin / D. Konjičanin |

| 20. Januar 2023 20:30 Uhr | Montenegro                | 20:27                       | Polen                      | Tauron Arena Kraków, Krakau Zuschauer: 9.087 Schiedsrichter: Brunner / Salah |
| 20. Januar 2023 20:30 Uhr | meiste Tore: M. Vujović 6 | (8:11)                      | meiste Tore: Jędraszczyk 6 | Tauron Arena Kraków, Krakau Zuschauer: 9.087 Schiedsrichter: Brunner / Salah |
| 20. Januar 2023 20:30 Uhr | Strafen: 3×               | Spielbericht Spielstatistik | Strafen: 3× 1×             | Tauron Arena Kraków, Krakau Zuschauer: 9.087 Schiedsrichter: Brunner / Salah |

| 22. Januar 2023 15:30 Uhr | Montenegro             | 23:31                       | Slowenien           | Tauron Arena Kraków, Krakau Zuschauer: 3.200 Schiedsrichter: Gubica / Milošević |
| 22. Januar 2023 15:30 Uhr | meiste Tore: Vujačić 5 | (8:15)                      | meiste Tore: Vlah 6 | Tauron Arena Kraków, Krakau Zuschauer: 3.200 Schiedsrichter: Gubica / Milošević |
| 22. Januar 2023 15:30 Uhr | Strafen: 2×            | Spielbericht Spielstatistik | Strafen: 5×         | Tauron Arena Kraków, Krakau Zuschauer: 3.200 Schiedsrichter: Gubica / Milošević |

| 22. Januar 2023 18:00 Uhr | Iran                                    | 22:26                       | Polen                          | Tauron Arena Kraków, Krakau Zuschauer: 11.221 Schiedsrichter: Gatelis / Mažeika |
| 22. Januar 2023 18:00 Uhr | meiste Tore: Oraei, Sadeghi Askari je 6 | (10:16)                     | meiste Tore: Ariel Pietrasik 6 | Tauron Arena Kraków, Krakau Zuschauer: 11.221 Schiedsrichter: Gatelis / Mažeika |
| 22. Januar 2023 18:00 Uhr | Strafen: 1× 4×                          | Spielbericht Spielstatistik | Strafen: 1× 2×                 | Tauron Arena Kraków, Krakau Zuschauer: 11.221 Schiedsrichter: Gatelis / Mažeika |

| 22. Januar 2023 21:00 Uhr | Spanien                     | 26:28                       | Frankreich                                 | Tauron Arena Kraków, Krakau Zuschauer: 7.000 Schiedsrichter: Načevski / Nikolov |
| 22. Januar 2023 21:00 Uhr | meiste Tore: D. Fernández 7 | (13:13)                     | meiste Tore: Remili, Mem, Mahé, Briet je 4 | Tauron Arena Kraków, Krakau Zuschauer: 7.000 Schiedsrichter: Načevski / Nikolov |
| 22. Januar 2023 21:00 Uhr | Strafen: 5×                 | Spielbericht Spielstatistik | Strafen: 3×                                | Tauron Arena Kraków, Krakau Zuschauer: 7.000 Schiedsrichter: Načevski / Nikolov |

#### Gruppe II
| Pl. | Land      | Sp. | S | U | N | Tore      | Diff. | Punkte |
| --- | --------- | --- | - | - | - | --------- | ----- | ------ |
| 1.  | Schweden  | 5   | 5 | 0 | 0 | 0164:1330 | +31   | 10     |
| 2.  | Ungarn    | 5   | 3 | 0 | 2 | 0148:1470 | +1    | 6 a    |
| 3.  | Island    | 5   | 3 | 0 | 2 | 0169:1580 | +11   | 6 a    |
| 4.  | Portugal  | 5   | 2 | 1 | 2 | 0146:1330 | +13   | 5      |
| 5.  | Brasilien | 5   | 1 | 1 | 3 | 0138:1510 | −13   | 3      |
| 6.  | Kap Verde | 5   | 0 | 0 | 5 | 0138:1810 | −43   | 0      |

| 18. Januar 2023 15:30 Uhr | Portugal             | 28:28                       | Brasilien              | Scandinavium, Göteborg Zuschauer: 2.301 Schiedsrichter: C. Bonaventura / J. Bonaventura |
| 18. Januar 2023 15:30 Uhr | meiste Tore: Areia 7 | (12:11)                     | meiste Tore: Dupoux 10 | Scandinavium, Göteborg Zuschauer: 2.301 Schiedsrichter: C. Bonaventura / J. Bonaventura |
| 18. Januar 2023 15:30 Uhr | Strafen: 1×          | Spielbericht Spielstatistik | Strafen: 3×            | Scandinavium, Göteborg Zuschauer: 2.301 Schiedsrichter: C. Bonaventura / J. Bonaventura |

| 18. Januar 2023 18:00 Uhr | Kap Verde            | 30:40                       | Island                    | Scandinavium, Göteborg Zuschauer: 5.723 Schiedsrichter: Belkhiri / Hamidi |
| 18. Januar 2023 18:00 Uhr | meiste Tore: Pina 11 | (13:18)                     | meiste Tore: Guðjónsson 6 | Scandinavium, Göteborg Zuschauer: 5.723 Schiedsrichter: Belkhiri / Hamidi |
| 18. Januar 2023 18:00 Uhr | Strafen: 4×          | Spielbericht Spielstatistik | Strafen: 1× 3×            | Scandinavium, Göteborg Zuschauer: 5.723 Schiedsrichter: Belkhiri / Hamidi |

| 18. Januar 2023 20:30 Uhr | Schweden             | 37:28                       | Ungarn               | Scandinavium, Göteborg Zuschauer: 9.256 Schiedsrichter: Schulze / Tönnies |
| 18. Januar 2023 20:30 Uhr | meiste Tore: Wanne 9 | (18:14)                     | meiste Tore: Rosta 7 | Scandinavium, Göteborg Zuschauer: 9.256 Schiedsrichter: Schulze / Tönnies |
| 18. Januar 2023 20:30 Uhr | Strafen: 2×          | Spielbericht Spielstatistik | Strafen: 1× 3×       | Scandinavium, Göteborg Zuschauer: 9.256 Schiedsrichter: Schulze / Tönnies |

| 20. Januar 2023 15:30 Uhr | Kap Verde           | 23:35                       | Portugal             | Scandinavium, Göteborg Zuschauer: 3.110 Schiedsrichter: Merz / Kuttler |
| 20. Januar 2023 15:30 Uhr | meiste Tore: Pina 6 | (12:14)                     | meiste Tore: Areia 9 | Scandinavium, Göteborg Zuschauer: 3.110 Schiedsrichter: Merz / Kuttler |
| 20. Januar 2023 15:30 Uhr | Strafen: 9× 1×      | Spielbericht Spielstatistik | Strafen: 2×          | Scandinavium, Göteborg Zuschauer: 3.110 Schiedsrichter: Merz / Kuttler |

| 20. Januar 2023 18:00 Uhr | Brasilien                     | 25:28                       | Ungarn               | Scandinavium, Göteborg Zuschauer: 7.317 Schiedsrichter: Pavićević / Ražnatović |
| 20. Januar 2023 18:00 Uhr | meiste Tore: Monta da Silva 6 | (14:14)                     | meiste Tore: Lékai 7 | Scandinavium, Göteborg Zuschauer: 7.317 Schiedsrichter: Pavićević / Ražnatović |
| 20. Januar 2023 18:00 Uhr | Strafen: 1× 3×                | Spielbericht Spielstatistik | Strafen: 1× 6× 1×    | Scandinavium, Göteborg Zuschauer: 7.317 Schiedsrichter: Pavićević / Ražnatović |

| 20. Januar 2023 20:30 Uhr | Island                 | 30:35                       | Schweden              | Scandinavium, Göteborg Zuschauer: 11.801 Schiedsrichter: Načevski / Nikolov |
| 20. Januar 2023 20:30 Uhr | meiste Tore: Elísson 8 | (16:17)                     | meiste Tore: Pellas 8 | Scandinavium, Göteborg Zuschauer: 11.801 Schiedsrichter: Načevski / Nikolov |
| 20. Januar 2023 20:30 Uhr | Strafen: 1× 4×         | Spielbericht Spielstatistik | Strafen: 1× 5×        | Scandinavium, Göteborg Zuschauer: 11.801 Schiedsrichter: Načevski / Nikolov |

| 22. Januar 2023 15:30 Uhr | Kap Verde             | 30:42                       | Ungarn                              | Scandinavium, Göteborg Zuschauer: 3.899 Schiedsrichter: Sekulić / Jovandić |
| 22. Januar 2023 15:30 Uhr | meiste Tore: Landim 8 | (15:22)                     | meiste Tore: Boka, Rosta, Bodo je 7 | Scandinavium, Göteborg Zuschauer: 3.899 Schiedsrichter: Sekulić / Jovandić |
| 22. Januar 2023 15:30 Uhr | Strafen: 4×           | Spielbericht Spielstatistik | Strafen: 1×                         | Scandinavium, Göteborg Zuschauer: 3.899 Schiedsrichter: Sekulić / Jovandić |

| 22. Januar 2023 18:00 Uhr | Brasilien             | 37:41                       | Island                 | Scandinavium, Göteborg Zuschauer: 9.871 Schiedsrichter: K. Gasmi / R. Gasmi |
| 22. Januar 2023 18:00 Uhr | meiste Tore: Dupoux 8 | (22:18)                     | meiste Tore: Elísson 9 | Scandinavium, Göteborg Zuschauer: 9.871 Schiedsrichter: K. Gasmi / R. Gasmi |
| 22. Januar 2023 18:00 Uhr | Strafen: 1× 3×        | Spielbericht Spielstatistik | Strafen: 1× 6×         | Scandinavium, Göteborg Zuschauer: 9.871 Schiedsrichter: K. Gasmi / R. Gasmi |

| 22. Januar 2023 20:30 Uhr | Schweden                     | 32:30                       | Portugal             | Scandinavium, Göteborg Zuschauer: 11.670 Schiedsrichter: C. Bonaventura / J. Bonaventura |
| 22. Januar 2023 20:30 Uhr | meiste Tore: D. Pettersson 8 | (13:14)                     | meiste Tore: Areia 8 | Scandinavium, Göteborg Zuschauer: 11.670 Schiedsrichter: C. Bonaventura / J. Bonaventura |
| 22. Januar 2023 20:30 Uhr | Strafen: 1×                  | Spielbericht Spielstatistik | Strafen: 2× 6×       | Scandinavium, Göteborg Zuschauer: 11.670 Schiedsrichter: C. Bonaventura / J. Bonaventura |

#### Gruppe III
| Pl. | Land        | Sp. | S | U | N | Tore      | Diff. | Punkte |
| --- | ----------- | --- | - | - | - | --------- | ----- | ------ |
| 1.  | Norwegen    | 5   | 5 | 0 | 0 | 0148:1180 | +30   | 10     |
| 2.  | Deutschland | 5   | 4 | 0 | 1 | 0163:1330 | +30   | 8      |
| 3.  | Serbien     | 5   | 3 | 0 | 2 | 0155:1410 | +14   | 6      |
| 4.  | Niederlande | 5   | 2 | 0 | 3 | 0143:1410 | +2    | 4      |
| 5.  | Argentinien | 5   | 1 | 0 | 4 | 0107:1500 | −43   | 2      |
| 6.  | Katar       | 5   | 0 | 0 | 5 | 0120:1530 | −33   | 0      |

| 19. Januar 2023 15:30 Uhr | Katar                  | 30:32                       | Niederlande                        | Spodek, Katowice Zuschauer: 1.900 Schiedsrichter: Gatelis / Mažeika |
| 19. Januar 2023 15:30 Uhr | meiste Tore: Madadi 11 | (19:15)                     | meiste Tore: ten Velde, Smits je 8 | Spodek, Katowice Zuschauer: 1.900 Schiedsrichter: Gatelis / Mažeika |
| 19. Januar 2023 15:30 Uhr | Strafen: 6×            | Spielbericht Spielstatistik | Strafen: 1× 6×                     | Spodek, Katowice Zuschauer: 1.900 Schiedsrichter: Gatelis / Mažeika |

| 19. Januar 2023 18:00 Uhr | Deutschland                                | 39:19                       | Argentinien            | Spodek, Katowice Zuschauer: 3.150 Schiedsrichter: Horáček / Novotný |
| 19. Januar 2023 18:00 Uhr | meiste Tore: Golla, Groetzki, Mertens je 5 | (24:11)                     | meiste Tore: Ramírez 5 | Spodek, Katowice Zuschauer: 3.150 Schiedsrichter: Horáček / Novotný |
| 19. Januar 2023 18:00 Uhr | Strafen: 3×                                | Spielbericht Spielstatistik | Strafen: 4×            | Spodek, Katowice Zuschauer: 3.150 Schiedsrichter: Horáček / Novotný |

| 19. Januar 2023 20:30 Uhr | Norwegen                            | 31:28                       | Serbien                                        | Spodek, Katowice Zuschauer: 3.500 Schiedsrichter: Brunner / Salah |
| 19. Januar 2023 20:30 Uhr | meiste Tore: Sagosen, Barthold je 5 | (14:17)                     | meiste Tore: Radivojević, Orbović, Đorđić je 5 | Spodek, Katowice Zuschauer: 3.500 Schiedsrichter: Brunner / Salah |
| 19. Januar 2023 20:30 Uhr | Strafen: 3×                         | Spielbericht Spielstatistik | Strafen: 1× 4×                                 | Spodek, Katowice Zuschauer: 3.500 Schiedsrichter: Brunner / Salah |

| 21. Januar 2023 15:30 Uhr | Serbien                    | 28:22                       | Argentinien             | Spodek, Katowice Zuschauer: 2.550 Schiedsrichter: Belkhiri / Hamidi |
| 21. Januar 2023 15:30 Uhr | meiste Tore: Radivojević 6 | (12:10)                     | meiste Tore: Lombardi 9 | Spodek, Katowice Zuschauer: 2.550 Schiedsrichter: Belkhiri / Hamidi |
| 21. Januar 2023 15:30 Uhr | Strafen: 1× 5×             | Spielbericht Spielstatistik | Strafen: 1× 4×          | Spodek, Katowice Zuschauer: 2.550 Schiedsrichter: Belkhiri / Hamidi |

| 21. Januar 2023 18:00 Uhr | Katar                  | 17:30                       | Norwegen                                | Spodek, Katowice Zuschauer: 5.100 Schiedsrichter: Bíró / Kiss |
| 21. Januar 2023 18:00 Uhr | meiste Tore: Abdalla 5 | (9:14)                      | meiste Tore: Bjørnsen, Johannessen je 6 | Spodek, Katowice Zuschauer: 5.100 Schiedsrichter: Bíró / Kiss |
| 21. Januar 2023 18:00 Uhr | Strafen: 2×            | Spielbericht Spielstatistik | Strafen: 1×                             | Spodek, Katowice Zuschauer: 5.100 Schiedsrichter: Bíró / Kiss |

| 21. Januar 2023 20:30 Uhr | Niederlande          | 26:33                       | Deutschland          | Spodek, Katowice Zuschauer: 6.250 Schiedsrichter: Madsen / Hansen |
| 21. Januar 2023 20:30 Uhr | meiste Tore: Smits 6 | (12:15)                     | meiste Tore: Knorr 9 | Spodek, Katowice Zuschauer: 6.250 Schiedsrichter: Madsen / Hansen |
| 21. Januar 2023 20:30 Uhr | Strafen: 1× 2×       | Spielbericht Spielstatistik | Strafen: 1× 4×       | Spodek, Katowice Zuschauer: 6.250 Schiedsrichter: Madsen / Hansen |

| 23. Januar 2023 15:30 Uhr | Katar                 | 22:26                       | Argentinien            | Spodek, Katowice Zuschauer: 1.850 Schiedsrichter: Santos / Fonseca |
| 23. Januar 2023 15:30 Uhr | meiste Tore: Madadi 8 | (9:12)                      | meiste Tore: Pizarro 9 | Spodek, Katowice Zuschauer: 1.850 Schiedsrichter: Santos / Fonseca |
| 23. Januar 2023 15:30 Uhr | Strafen: 3× 1×        | Spielbericht Spielstatistik | Strafen: 4×            | Spodek, Katowice Zuschauer: 1.850 Schiedsrichter: Santos / Fonseca |

| 23. Januar 2023 18:00 Uhr | Serbien                      | 32:30                       | Niederlande            | Spodek, Katowice Zuschauer: 3.100 Schiedsrichter: Horáček / Novotný |
| 23. Januar 2023 18:00 Uhr | meiste Tore: Milosavljević 9 | (15:17)                     | meiste Tore: Baijens 7 | Spodek, Katowice Zuschauer: 3.100 Schiedsrichter: Horáček / Novotný |
| 23. Januar 2023 18:00 Uhr | Strafen: 4× 1×               | Spielbericht Spielstatistik | Strafen: 9× 1×         | Spodek, Katowice Zuschauer: 3.100 Schiedsrichter: Horáček / Novotný |

| 23. Januar 2023 20:30 Uhr | Deutschland          | 26:28                       | Norwegen                   | Spodek, Katowice Zuschauer: 4.100 Schiedsrichter: Milošević / Gubica |
| 23. Januar 2023 20:30 Uhr | meiste Tore: Knorr 8 | (16:18)                     | meiste Tore: Johannessen 5 | Spodek, Katowice Zuschauer: 4.100 Schiedsrichter: Milošević / Gubica |
| 23. Januar 2023 20:30 Uhr | Strafen: 1×          | Spielbericht Spielstatistik | Strafen: 1× 4×             | Spodek, Katowice Zuschauer: 4.100 Schiedsrichter: Milošević / Gubica |

#### Gruppe IV
| Pl. | Land               | Sp. | S | U | N | Tore      | Diff. | Punkte |
| --- | ------------------ | --- | - | - | - | --------- | ----- | ------ |
| 1.  | Dänemark           | 5   | 4 | 1 | 0 | 0174:1300 | +44   | 9      |
| 2.  | Ägypten            | 5   | 4 | 0 | 1 | 0150:1180 | +32   | 8      |
| 3.  | Kroatien           | 5   | 3 | 1 | 1 | 0171:1430 | +28   | 7      |
| 4.  | Bahrain            | 5   | 2 | 0 | 3 | 0137:1600 | −23   | 4      |
| 5.  | Vereinigte Staaten | 5   | 1 | 0 | 4 | 0113:1620 | −49   | 2      |
| 6.  | Belgien            | 5   | 0 | 0 | 5 | 0132:1640 | −32   | 0      |

| 19. Januar 2023 15:30 Uhr | Vereinigte Staaten       | 27:32                       | Bahrain                   | Malmö Arena, Malmö Zuschauer: 1.891 Schiedsrichter: K. Gasmi / R. Gasmi |
| 19. Januar 2023 15:30 Uhr | meiste Tore: Hoddersen 6 | (13:17)                     | meiste Tore: al-Sayyad 11 | Malmö Arena, Malmö Zuschauer: 1.891 Schiedsrichter: K. Gasmi / R. Gasmi |
| 19. Januar 2023 15:30 Uhr | Strafen: 1× 3× 1×        | Spielbericht Spielstatistik | Strafen: 4×               | Malmö Arena, Malmö Zuschauer: 1.891 Schiedsrichter: K. Gasmi / R. Gasmi |

| 19. Januar 2023 18:00 Uhr | Ägypten                | 33:28                       | Belgien               | Malmö Arena, Malmö Zuschauer: 8.784 Schiedsrichter: Lah / Sok |
| 19. Januar 2023 18:00 Uhr | meiste Tore: Mahmoud 7 | (22:15)                     | meiste Tore: Danesi 9 | Malmö Arena, Malmö Zuschauer: 8.784 Schiedsrichter: Lah / Sok |
| 19. Januar 2023 18:00 Uhr | Strafen: 3×            | Spielbericht Spielstatistik | Strafen: 1× 4×        | Malmö Arena, Malmö Zuschauer: 8.784 Schiedsrichter: Lah / Sok |

| 19. Januar 2023 20:30 Uhr | Dänemark               | 32:32                       | Kroatien             | Malmö Arena, Malmö Zuschauer: 10.420 Schiedsrichter: García / Marín |
| 19. Januar 2023 20:30 Uhr | meiste Tore: Pytlick 9 | (15:16)                     | meiste Tore: Šipić 9 | Malmö Arena, Malmö Zuschauer: 10.420 Schiedsrichter: García / Marín |
| 19. Januar 2023 20:30 Uhr | Strafen: 5×            | Spielbericht Spielstatistik | Strafen: 2× 8×       | Malmö Arena, Malmö Zuschauer: 10.420 Schiedsrichter: García / Marín |

| 21. Januar 2023 15:30 Uhr | Bahrain              | 22:26                       | Ägypten                    | Malmö Arena, Malmö Zuschauer: 7.002 Schiedsrichter: García / Marín |
| 21. Januar 2023 15:30 Uhr | meiste Tore: Merza 6 | (9:13)                      | meiste Tore: Y. El-Deraa 5 | Malmö Arena, Malmö Zuschauer: 7.002 Schiedsrichter: García / Marín |
| 21. Januar 2023 15:30 Uhr | Strafen: 2×          | Spielbericht Spielstatistik | Strafen: 1×                | Malmö Arena, Malmö Zuschauer: 7.002 Schiedsrichter: García / Marín |

| 21. Januar 2023 18:00 Uhr | Kroatien               | 34:26                       | Belgien                                   | Malmö Arena, Malmö Zuschauer: 11.008 Schiedsrichter: Kleven / Jørum |
| 21. Januar 2023 18:00 Uhr | meiste Tore: Jelinić 6 | (21:13)                     | meiste Tore: Kötters, Robyns, Qerimi je 4 | Malmö Arena, Malmö Zuschauer: 11.008 Schiedsrichter: Kleven / Jørum |
| 21. Januar 2023 18:00 Uhr | Strafen: 5×            | Spielbericht Spielstatistik | Strafen: 3×                               | Malmö Arena, Malmö Zuschauer: 11.008 Schiedsrichter: Kleven / Jørum |

| 21. Januar 2023 20:30 Uhr | Vereinigte Staaten       | 24:33                       | Dänemark                 | Malmö Arena, Malmö Zuschauer: 12.482 Schiedsrichter: Grillo / Lenci |
| 21. Januar 2023 20:30 Uhr | meiste Tore: Hoddersen 5 | (10:18)                     | meiste Tore: Jørgensen 8 | Malmö Arena, Malmö Zuschauer: 12.482 Schiedsrichter: Grillo / Lenci |
| 21. Januar 2023 20:30 Uhr | Strafen: 4×              | Spielbericht Spielstatistik | Strafen: 2×              | Malmö Arena, Malmö Zuschauer: 12.482 Schiedsrichter: Grillo / Lenci |

| 23. Januar 2023 15:30 Uhr | Vereinigte Staaten                                      | 24:22                       | Belgien                         | Malmö Arena, Malmö Zuschauer: 4.745 Schiedsrichter: Schulze / Tönnies |
| 23. Januar 2023 15:30 Uhr | meiste Tore: Chan Blanco, Fofana, Hüter, Hoddersen je 4 | (14:12)                     | meiste Tore: Kötters, Ooms je 4 | Malmö Arena, Malmö Zuschauer: 4.745 Schiedsrichter: Schulze / Tönnies |
| 23. Januar 2023 15:30 Uhr | Strafen: 4×                                             | Spielbericht Spielstatistik | Strafen: 1×                     | Malmö Arena, Malmö Zuschauer: 4.745 Schiedsrichter: Schulze / Tönnies |

| 23. Januar 2023 18:00 Uhr | Kroatien                              | 43:32                       | Bahrain               | Malmö Arena, Malmö Zuschauer: 11.542 Schiedsrichter: Kleven / Jørum |
| 23. Januar 2023 18:00 Uhr | meiste Tore: Martinović, Glavaš je 11 | (17:16)                     | meiste Tore: Qambar 7 | Malmö Arena, Malmö Zuschauer: 11.542 Schiedsrichter: Kleven / Jørum |
| 23. Januar 2023 18:00 Uhr | Strafen: 1× 3×                        | Spielbericht Spielstatistik | Strafen: 4×           | Malmö Arena, Malmö Zuschauer: 11.542 Schiedsrichter: Kleven / Jørum |

| 23. Januar 2023 20:30 Uhr | Ägypten                 | 25:30                       | Dänemark                          | Malmö Arena, Malmö Zuschauer: 12.353 Schiedsrichter: Lah / Sok |
| 23. Januar 2023 20:30 Uhr | meiste Tore: Abdelhak 6 | (12:17)                     | meiste Tore: Gidsel, Pytlick je 8 | Malmö Arena, Malmö Zuschauer: 12.353 Schiedsrichter: Lah / Sok |
| 23. Januar 2023 20:30 Uhr | Strafen: 5×             | Spielbericht Spielstatistik | Strafen: 1× 4×                    | Malmö Arena, Malmö Zuschauer: 12.353 Schiedsrichter: Lah / Sok |

### Finalrunde
Ab der Finalrunde wurden die Spiele im K.-o.-System ausgetragen. Im Falle eines Unentschiedens nach regulärer Spielzeit wurde eine Verlängerung mit zweimal fünf Minuten durchgeführt. Gab es nach der ersten Verlängerung weiterhin ein Unentschieden, wurde eine zweite Verlängerung mit zweimal fünf Minuten gespielt. Wenn es nach Ende der zweiten Verlängerung weiterhin keinen Sieger gegeben hätte, wäre das Spiel durch Siebenmeterwerfen entschieden worden.
| Viertelfinale               | Viertelfinale               | Viertelfinale               |     |            | Halbfinale | Halbfinale | Halbfinale |                  |                  | Finale           | Finale | Finale |
|                             |                             |                             |     |            |            |            |            |                  |                  |                  |        |        |
| B1/I1                       | Frankreich                  | 35                          |     |            |            |            |            |                  |                  |                  |        |        |
| E1/III2                     | Deutschland                 | 28                          |     |            |            |            |            |                  |                  |                  |        |        |
|                             |                             |                             | VF1 | Frankreich | 31         |            |            |                  |                  |                  |        |        |
|                             |                             |                             |     | VF2        | Schweden   | 26         |            |                  |                  |                  |        |        |
| C1/II1                      | Schweden                    | 26                          |     |            |            |            |            |                  |                  |                  |        |        |
| G1/IV2                      | Ägypten                     | 22                          |     |            |            |            | Endspiel   | Endspiel         | Endspiel         |                  |        |        |
|                             |                             |                             | HF1 | Frankreich | 29         |            |            |                  |                  |                  |        |        |
|                             |                             |                             |     | HF2        | Dänemark   | 34         |            |                  |                  |                  |        |        |
| F1/III1                     | Norwegen                    | 34                          |     |            |            |            |            |                  |                  |                  |        |        |
| A1/I2                       | Spanien                     | 35*                         |     |            |            |            |            |                  |                  |                  |        |        |
| * Sieg nach 2. Verlängerung | * Sieg nach 2. Verlängerung | * Sieg nach 2. Verlängerung | VF3 | Spanien    | 23         |            |            |                  |                  |                  |        |        |
|                             |                             |                             |     | VF4        | Dänemark   | 26         |            | Spiel um Platz 3 | Spiel um Platz 3 | Spiel um Platz 3 |        |        |
| H1/IV1                      | Dänemark                    | 40                          |     |            |            | HF1        | Schweden   | 36               |                  |                  |        |        |
| D3/II2                      | Ungarn                      | 23                          |     |            |            |            | HF2        | Spanien          | 39               |                  |        |        |
|                             |                             |                             |     |            |            |            |            |                  |                  |                  |        |        |

| Halbfinale Platz 5 bis 8    | Halbfinale Platz 5 bis 8 | Halbfinale Platz 5 bis 8 |                  |             | Spiele um Platz 5 und 7 | Spiele um Platz 5 und 7 | Spiele um Platz 5 und 7 |
|                             |                          |                          |                  |             |                         |                         |                         |
| VF1                         | Deutschland              | 35*                      |                  |             |                         |                         |                         |
| VF2                         | Ägypten                  | 34                       |                  |             | Spiel um Platz 5        | Spiel um Platz 5        | Spiel um Platz 5        |
| * Sieg nach Verlängerung    | * Sieg nach Verlängerung | * Sieg nach Verlängerung | VF1              | Deutschland | 28                      |                         |                         |
|                             |                          |                          |                  | VF3         | Norwegen                | 24                      |                         |
| VF3                         | Norwegen                 | 33                       |                  |             |                         |                         |                         |
| VF4                         | Ungarn                   | 25                       |                  |             |                         |                         |                         |
|                             |                          |                          | Spiel um Platz 7 |             |                         |                         |                         |
|                             |                          |                          | VF2              | Ägypten     | 36*                     |                         |                         |
| VF4                         | Ungarn                   | 35                       |                  |             |                         |                         |                         |
| * Sieg nach 2. Verlängerung |                          |                          |                  |             |                         |                         |                         |

#### Viertelfinale
| 25. Januar 2023 18:00 Uhr | Norwegen                | 34:35 n. 2. V.              | Spanien                     | Ergo Arena, Danzig Zuschauer: 5.489 Schiedsrichter: Lah / Sok |
| 25. Januar 2023 18:00 Uhr | meiste Tore: Bjørnsen 9 | (13:12), (34:35), (29:29)   | meiste Tore: A. Fernández 8 | Ergo Arena, Danzig Zuschauer: 5.489 Schiedsrichter: Lah / Sok |
| 25. Januar 2023 18:00 Uhr | Strafen: 6×             | Spielbericht Spielstatistik | Strafen: 1× 3×              | Ergo Arena, Danzig Zuschauer: 5.489 Schiedsrichter: Lah / Sok |

| 25. Januar 2023 18:00 Uhr | Dänemark              | 40:23                       | Ungarn                        | Tele2 Arena, Stockholm Zuschauer: 11.338 Schiedsrichter: Brunner / Salah |
| 25. Januar 2023 18:00 Uhr | meiste Tore: Gidsel 9 | (21:12)                     | meiste Tore: Bodó, Lékai je 6 | Tele2 Arena, Stockholm Zuschauer: 11.338 Schiedsrichter: Brunner / Salah |
| 25. Januar 2023 18:00 Uhr | Strafen: 3×           | Spielbericht Spielstatistik | Strafen: 4×                   | Tele2 Arena, Stockholm Zuschauer: 11.338 Schiedsrichter: Brunner / Salah |

| 25. Januar 2023 20:30 Uhr | Schweden              | 26:22                       | Ägypten                           | Tele2 Arena, Stockholm Zuschauer: 16.215 Schiedsrichter: García / Marín |
| 25. Januar 2023 20:30 Uhr | meiste Tore: Ekberg 6 | (14:9)                      | meiste Tore: Kaddah, Mahmoud je 5 | Tele2 Arena, Stockholm Zuschauer: 16.215 Schiedsrichter: García / Marín |
| 25. Januar 2023 20:30 Uhr | Strafen: 4×           | Spielbericht Spielstatistik | Strafen: 1×                       | Tele2 Arena, Stockholm Zuschauer: 16.215 Schiedsrichter: García / Marín |

| 25. Januar 2023 21:00 Uhr | Frankreich                         | 35:28                       | Deutschland          | Ergo Arena, Danzig Zuschauer: 5.262 Schiedsrichter: Madsen / Hansen |
| 25. Januar 2023 21:00 Uhr | meiste Tore: Remili, Fabregas je 5 | (16:16)                     | meiste Tore: Golla 6 | Ergo Arena, Danzig Zuschauer: 5.262 Schiedsrichter: Madsen / Hansen |
| 25. Januar 2023 21:00 Uhr | Strafen: 3×                        | Spielbericht Spielstatistik | Strafen: 1×          | Ergo Arena, Danzig Zuschauer: 5.262 Schiedsrichter: Madsen / Hansen |

Das Spiel Frankreich gegen Deutschland wurde von 20:30 auf 21:00 Uhr verschoben. Grund waren die Spielverlängerungen beim Vorspiel Norwegen gegen Spanien.

#### Platzierungsspiele um Platz 5 bis 8
| 27. Januar 2023 15:30 Uhr | Deutschland          | 35:34 n. V.                 | Ägypten                             | Tele2 Arena, Stockholm Zuschauer: 3.604 Schiedsrichter: Načevski / Nikolov |
| 27. Januar 2023 15:30 Uhr | meiste Tore: Knorr 7 | (17:14), (30:30)            | meiste Tore: Zein, Y. El-Deraa je 7 | Tele2 Arena, Stockholm Zuschauer: 3.604 Schiedsrichter: Načevski / Nikolov |
| 27. Januar 2023 15:30 Uhr | Strafen: 1× 4× 1×    | Spielbericht Spielstatistik | Strafen: 1×                         | Tele2 Arena, Stockholm Zuschauer: 3.604 Schiedsrichter: Načevski / Nikolov |

| 27. Januar 2023 18:00 Uhr | Norwegen               | 33:25                       | Ungarn               | Tele2 Arena, Stockholm Zuschauer: 9.081 Schiedsrichter: C. Bonaventura / J. Bonaventura |
| 27. Januar 2023 18:00 Uhr | meiste Tore: Sagosen 7 | (16:13)                     | meiste Tore: Lékai 6 | Tele2 Arena, Stockholm Zuschauer: 9.081 Schiedsrichter: C. Bonaventura / J. Bonaventura |
| 27. Januar 2023 18:00 Uhr | Strafen: 2×            | Spielbericht Spielstatistik | Strafen: 1× 2× 1×    | Tele2 Arena, Stockholm Zuschauer: 9.081 Schiedsrichter: C. Bonaventura / J. Bonaventura |

#### Halbfinale
| 27. Januar 2023 18:00 Uhr | Spanien                      | 23:26                       | Dänemark               | Ergo Arena, Danzig Zuschauer: 6.567 Schiedsrichter: Schulze / Tönnies |
| 27. Januar 2023 18:00 Uhr | meiste Tore: A. Dujshebaev 5 | (10:15)                     | meiste Tore: Pytlick 6 | Ergo Arena, Danzig Zuschauer: 6.567 Schiedsrichter: Schulze / Tönnies |
| 27. Januar 2023 18:00 Uhr | Strafen: 1× 3×               | Spielbericht Spielstatistik | Strafen: 3×            | Ergo Arena, Danzig Zuschauer: 6.567 Schiedsrichter: Schulze / Tönnies |

| 27. Januar 2023 21:00 Uhr | Frankreich              | 31:26                       | Schweden                 | Tele2 Arena, Stockholm Zuschauer: 19.128 Schiedsrichter: Horáček / Novotný |
| 27. Januar 2023 21:00 Uhr | meiste Tore: Fabregas 6 | (16:12)                     | meiste Tore: Johansson 5 | Tele2 Arena, Stockholm Zuschauer: 19.128 Schiedsrichter: Horáček / Novotný |
| 27. Januar 2023 21:00 Uhr | Strafen: 3×             | Spielbericht Spielstatistik | Strafen: 4× 1×           | Tele2 Arena, Stockholm Zuschauer: 19.128 Schiedsrichter: Horáček / Novotný |

#### Spiel um Platz 7
| 29. Januar 2023 15:30 Uhr | Ägypten              | 36:35 n. 2. V.              | Ungarn                        | Tele2 Arena, Stockholm Zuschauer: 8.980 Schiedsrichter: Kurtagic / Wetterwik |
| 29. Januar 2023 15:30 Uhr | meiste Tore: Zein 12 | (17:11), (28:28), (31:31)   | meiste Tore: Bodó, Lékai je 7 | Tele2 Arena, Stockholm Zuschauer: 8.980 Schiedsrichter: Kurtagic / Wetterwik |
| 29. Januar 2023 15:30 Uhr | Strafen: 1× 3×       | Spielbericht Spielstatistik | Strafen: 2× 6×                | Tele2 Arena, Stockholm Zuschauer: 8.980 Schiedsrichter: Kurtagic / Wetterwik |

#### Spiel um Platz 5
| 29. Januar 2023 13:00 Uhr | Deutschland                             | 28:24                       | Norwegen                | Tele2 Arena, Stockholm Zuschauer: 6.260 Schiedsrichter: Marín / García |
| 29. Januar 2023 13:00 Uhr | meiste Tore: Golla, Häfner, Witzke je 5 | (16:13)                     | meiste Tore: Gullerud 6 | Tele2 Arena, Stockholm Zuschauer: 6.260 Schiedsrichter: Marín / García |
| 29. Januar 2023 13:00 Uhr | Strafen: 4×                             | Spielbericht Spielstatistik | Strafen: 1× 2×          | Tele2 Arena, Stockholm Zuschauer: 6.260 Schiedsrichter: Marín / García |

#### Spiel um Platz 3
| 29. Januar 2023 18:00 Uhr | Schweden             | 36:39                       | Spanien                 | Tele2 Arena, Stockholm Zuschauer: 22.650 Schiedsrichter: C. Bonaventura / J. Bonaventura |
| 29. Januar 2023 18:00 Uhr | meiste Tore: Wanne 9 | (22:18)                     | meiste Tore: Figueras 9 | Tele2 Arena, Stockholm Zuschauer: 22.650 Schiedsrichter: C. Bonaventura / J. Bonaventura |
| 29. Januar 2023 18:00 Uhr | Strafen: 2× 3×       | Spielbericht Spielstatistik | Strafen: 1× 5×          | Tele2 Arena, Stockholm Zuschauer: 22.650 Schiedsrichter: C. Bonaventura / J. Bonaventura |

#### Finale
| 29. Januar 2023 20:30 Uhr | Frankreich            | 29:34                       | Dänemark                      | Tele2 Arena, Stockholm Zuschauer: 23.050 Schiedsrichter: Načevski / Nikolov |
| 29. Januar 2023 20:30 Uhr | meiste Tore: Remili 6 | (15:16)                     | meiste Tore: Lauge Schmidt 10 | Tele2 Arena, Stockholm Zuschauer: 23.050 Schiedsrichter: Načevski / Nikolov |
| 29. Januar 2023 20:30 Uhr | Strafen: 3×           | Spielbericht Spielstatistik | Strafen: 1× 4×                | Tele2 Arena, Stockholm Zuschauer: 23.050 Schiedsrichter: Načevski / Nikolov |

## Platzierungen
Bei der Weltmeisterschaft 2023 wurden die Plätze 1 bis 8 (in den Finalspielen) sowie 25 bis 32 (im President’s Cup) direkt ausgespielt. Die weiteren Plätze wurden anhand der Platzierungen nach der Hauptrunde (Teams auf den Plätzen 3 bis 6 der Hauptrundengruppen) durch Vergleich der jeweiligen Teams bestimmt – die Drittplatzierten der Hauptrundengruppen belegten die Plätze 9 bis 12, die Viertplatzierten die Plätze 13 bis 16, die Fünftplatzierten die Abschlussplätze 17 bis 20 und unter den Sechstplatzierten wurden die Plätze 21 bis 24 ermittelt. Bei Punktgleichheit wurde die bessere Tordifferenz zur Unterscheidung hinzugezogen.
Dänemark ist Weltmeister 2023 und wäre damit direkt für die Weltmeisterschaft 2025 in Kroatien, Dänemark und Norwegen qualifiziert (Dänemark war als Gastgeber jedoch bereits automatisch qualifiziert). Ebenso nimmt der Weltmeister 2023 an den Olympischen Spielen 2024 in Paris teil. Die Mannschaften auf den Plätzen 2 bis 7 nehmen an den Olympischen Qualifikationsturnieren im März 2024 teil. Sollte sich eines dieser Teams auf anderem Weg direkt für die Olympischen Spiele qualifizieren, rücken die Länder auf den folgenden Plätzen nach.
| Platz | Team               |
| ----- | ------------------ |
| 01    | Dänemark           |
| 02    | Frankreich         |
| 03    | Spanien            |
| 04    | Schweden           |
| 05    | Deutschland        |
| 06    | Norwegen           |
| 07    | Ägypten            |
| 08    | Ungarn             |
|       |                    |
| 09    | Kroatien           |
| 10    | Slowenien          |
| 11    | Serbien            |
| 12    | Island             |
|       |                    |
| 13    | Portugal           |
| 14    | Niederlande        |
| 15    | Polen              |
| 16    | Bahrain            |
|       |                    |
| 17    | Brasilien          |
| 18    | Montenegro         |
| 19    | Argentinien        |
| 20    | Vereinigte Staaten |
|       |                    |
| 21    | Belgien            |
| 22    | Katar              |
| 23    | Kap Verde          |
| 24    | Iran               |
|       |                    |
| 25    | Tunesien           |
| 26    | Chile              |
| 27    | Nordmazedonien     |
| 28    | Südkorea           |
| 29    | Saudi-Arabien      |
| 30    | Marokko            |
| 31    | Algerien           |
| 32    | Uruguay            |

|  | Weltmeister 2023. Damit qualifiziert zur Teilnahme an der Weltmeisterschaft 2025 und den Olympischen Sommerspielen 2024.           |
|  | Qualifiziert zur Teilnahme an der Weltmeisterschaft 2025, da der Weltmeister 2023 schon als Gastgeber qualifiziert ist.            |
|  | Qualifiziert zur Teilnahme an den vorolympischen Turnieren (sechs Startplätze; Frankreich ist bereits als Gastgeber qualifiziert). |

## Statistiken

### Torschützenliste
| Platz                                     | Spieler                | Team        | Tore | Würfe | Quote [%] | 7-m-Tore | 7-m-Würfe | Spiele |
| ----------------------------------------- | ---------------------- | ----------- | ---- | ----- | --------- | -------- | --------- | ------ |
| 1.                                        | Mathias Gidsel         | Dänemark    | 60   | 80    | 75        |          |           | 9      |
| 2.                                        | Erwin Feuchtmann Pérez | Chile       | 54   | 77    | 70        | 21       | 25        | 7      |
| 3.                                        | Juri Knorr             | Deutschland | 53   | 85    | 62        | 23       | 25        | 9      |
| 4.                                        | Simon Pytlick          | Dänemark    | 51   | 70    | 73        |          |           | 9      |
| 5.                                        | Bjarki Már Elísson     | Island      | 45   | 59    | 76        | 11       | 11        | 6      |
| 6.                                        | Richárd Bodó           | Ungarn      | 44   | 74    | 59        |          |           | 9      |
| 6.                                        | Alex Dujshebaev        | Spanien     | 44   | 65    | 68        |          |           | 9      |
| 6.                                        | Kay Smits              | Niederlande | 44   | 66    | 67        | 13       | 17        | 6      |
| 9.                                        | Mikkel Hansen          | Dänemark    | 41   | 60    | 68        | 18       | 25        | 9      |
| 9.                                        | Ali Zein               | Ägypten     | 41   | 64    | 64        | 13       | 14        | 9      |
| Stand: 29. Januar 2023 (Quelle: IHF.info) |                        |             |      |       |           |          |           |        |

### Top-Torhüter
| Platz                                     | Spieler                 | Team        | Paraden | Würfe | Quote [%] | Spiele |
| ----------------------------------------- | ----------------------- | ----------- | ------- | ----- | --------- | ------ |
| 1.                                        | Tobias Thulin           | Schweden    | 39      | 100   | 39        | 7      |
| 2.                                        | Rémi Desbonnet          | Frankreich  | 36      | 95    | 38        | 9      |
| 3.                                        | Torbjørn Bergerud       | Norwegen    | 81      | 220   | 37        | 9      |
| 3.                                        | Mateusz Kornecki        | Polen       | 30      | 82    | 37        | 3      |
| 3.                                        | Andreas Wolff           | Deutschland | 112     | 305   | 37        | 9      |
| 6.                                        | Andreas Palicka         | Schweden    | 72      | 202   | 36        | 7      |
| 7.                                        | Abdelrahman Homayed     | Ägypten     | 31      | 89    | 35        | 7      |
| 8.                                        | Niklas Landin Jacobsen  | Dänemark    | 88      | 256   | 34        | 9      |
| 8.                                        | Urban Lesjak            | Slowenien   | 50      | 146   | 34        | 6      |
| 10.                                       | Miguel Espinha Ferreira | Portugal    | 51      | 154   | 33        | 6      |
| 10.                                       | Kevin Møller            | Dänemark    | 27      | 81    | 33        | 9      |
| 10.                                       | Asil Namli              | Tunesien    | 34      | 104   | 33        | 6      |
| 10.                                       | Mate Šunjić             | Kroatien    | 29      | 89    | 33        | 4      |
| Stand: 29. Januar 2023 (Quelle: IHF.info) |                         |             |         |       |           |        |

### Team-Fair-Play
| Platz | Team               | Spiele | Disqualifikation | Disqualifikation | Disqualifikation |    |   | Punkte 1 | Punkte 1 |
| Platz | Team               | Spiele |                  |                  | 3. =             |    |   | Punkte 1 | Punkte 1 |
| Platz | Team               | Spiele | Punkte/Spiel     | gesamt           | 3. =             |    |   |          |          |
| --- | ------------------ | ------ | ---------------- | ---------------- | ---------------- | -- | - | -------- | -------- |
| 1. | Norwegen           | 9      |                  |                  |                  | 22 | 3 | 5,2      | 47       |
| 2. | Dänemark           | 9      |                  |                  |                  | 25 | 5 | 6,1      | 55       |
| 2. | Ägypten            | 9      |                  | 1                |                  | 18 | 4 | 6,1      | 55       |
| 4. | Frankreich         | 9      |                  |                  |                  | 27 | 2 | 6,2      | 56       |
| 5. | Bahrain            | 6      |                  |                  |                  | 19 | 1 | 6,5      | 39       |
| 6. | Uruguay            | 7      |                  |                  |                  | 21 | 4 | 6,6      | 46       |
| 7. | Brasilien          | 6      |                  |                  |                  | 19 | 5 | 7,2      | 43       |
| 8. | Spanien            | 9      |                  |                  |                  | 31 | 4 | 7,3      | 66       |
| 9. | Nordmazedonien     | 7      |                  |                  |                  | 23 | 7 | 7,6      | 53       |
| 10. | Schweden           | 9      |                  | 1                |                  | 25 | 4 | 7,7      | 69       |
| 11. | Argentinien        | 6      |                  |                  |                  | 22 | 3 | 7,8      | 47       |
| 12. | Deutschland        | 9      |                  | 1                | 1                | 24 | 5 | 8,0      | 72       |
| 13. | Island             | 6      |                  |                  |                  | 23 | 5 | 8,5      | 51       |
| 14. | Chile              | 7      |                  | 1                |                  | 21 | 6 | 9,0      | 63       |
| 15. | Slowenien          | 6      |                  |                  |                  | 27 | 3 | 9,5      | 57       |
| 16. | Kap Verde          | 6      |                  |                  | 1                | 28 |   | 10,0     | 60       |
| 17. | Belgien            | 6      |                  | 1                |                  | 22 | 2 | 10,2     | 61       |
| 17. | Kroatien           | 6      |                  |                  |                  | 27 | 7 | 10,2     | 61       |
| 19. | Katar              | 6      |                  | 1                |                  | 22 | 3 | 10,3     | 62       |
| 20. | Marokko            | 7      |                  | 1                |                  | 26 | 6 | 10,4     | 73       |
| 21. | Montenegro         | 6      |                  | 1                |                  | 23 | 3 | 10,7     | 64       |
| 22. | Niederlande        | 6      |                  |                  | 1                | 28 | 5 | 10,8     | 65       |
| 23. | Algerien           | 7      |                  | 2                |                  | 23 | 3 | 11,3     | 79       |
| 24. | Iran               | 6      |                  |                  | 1                | 30 | 5 | 11,5     | 69       |
| 25. | Polen              | 6      |                  | 2                |                  | 21 | 3 | 12,5     | 75       |
| 26. | Portugal           | 6      |                  | 2                |                  | 21 | 4 | 12,7     | 76       |
| 27. | Ungarn             | 9      |                  | 2                | 2                | 38 | 7 | 13,4     | 121      |
| 28. | Serbien            | 6      |                  | 3                |                  | 23 | 3 | 15,7     | 94       |
| 28. | Vereinigte Staaten | 6      | 2                |                  |                  | 21 | 2 | 15,7     | 94       |
| 30. | Tunesien           | 7      |                  | 3                |                  | 29 | 8 | 15,9 2   | 111      |
| 31. | Saudi-Arabien      | 7      |                  | 4                |                  | 26 | 7 | 17,0     | 119      |
| 32. | Südkorea           | 7      | 1                | 2                |                  | 29 | 7 | 17,1     | 120      |
| 1 Der Rang wird per Durchschnitt „Punkte/Spiel“ ermittelt. Die Punktesumme setzt sich wie folgt zusammen: Jede : 1 Punkt, jede : 2 Punkte, jede durch 3. : 4 Punkte, jede direkte : 15 Punkte und jede : 25 Punkte. |                    |        |                  |                  |                  |    |   |          |          |
| 2 Bei der Partie Nordmazedonien gegen Tunesien hat ein Spieler von Tunesien eine durch 3. erhalten. Die wurde jedoch nicht im Spielbericht und in der Statistik vermerkt, sie wird auch in der Fair-Play-Tabelle nicht berücksichtigt. Zudem hat Tunesien beim Spiel um Platz 25 gegen Chile eine durch 3. erhalten. Allerdings wurden hier eine direkte und 4 angerechnet. |                    |        |                  |                  |                  |    |   |          |          |
| Stand: 29. Januar 2023 (Quelle: IHF.info) |                    |        |                  |                  |                  |    |   |          |          |

## Auszeichnungen
- Bester Spieler (Most Valuable Player, MVP): Mathias Gidsel
- Bester junger Spieler: Juri Knorr

### All-Star-Team
| Ángel Fernández Pérez |               | Ludovic Fabregas |                 | Niclas Ekberg |
|                       | Simon Pytlick |                  | Alex Dujshebaev |               |
|                       |               | Nedim Remili     |                 |               |
|                       |               | Andreas Wolff    |                 |               |

## Schiedsrichter
| Land                    | Namen                     | Spiele |
| ----------------------- | ------------------------- | --- |
| Ägypten                 | Alaa Emam                 | Vorrunde, Gruppe A: Spanien – Chile Vorrunde, Gruppe E: Katar – Algerien President’s Cup, Gruppe I: Uruguay – Südkorea President’s Cup, Gruppe I: Saudi-Arabien – Uruguay |
| Ägypten                 | Hossam Hedaia             | Vorrunde, Gruppe A: Spanien – Chile Vorrunde, Gruppe E: Katar – Algerien President’s Cup, Gruppe I: Uruguay – Südkorea President’s Cup, Gruppe I: Saudi-Arabien – Uruguay |
| Algerien                | Youcef Belkhiri           | Vorrunde, Gruppe D: Ungarn – Südkorea Vorrunde, Gruppe C: Uruguay – Schweden Hauptrunde, Gruppe II: Kap Verde – Island Hauptrunde, Gruppe III: Serbien – Argentinien |
| Algerien                | Sid Ali Hamidi            | Vorrunde, Gruppe D: Ungarn – Südkorea Vorrunde, Gruppe C: Uruguay – Schweden Hauptrunde, Gruppe II: Kap Verde – Island Hauptrunde, Gruppe III: Serbien – Argentinien |
| Argentinien             | Julian Grillo             | Vorrunde, Gruppe G: Ägypten – Marokko Vorrunde, Gruppe H: Belgien – Bahrain Hauptrunde, Gruppe IV: Vereinigte Staaten – Dänemark President’s Cup, Gruppe II: Tunesien – Algerien President’s Cup, Platz 27: Südkorea – Nordmazedonien                                          |
| Argentinien             | Sebastián Lenci           | Vorrunde, Gruppe G: Ägypten – Marokko Vorrunde, Gruppe H: Belgien – Bahrain Hauptrunde, Gruppe IV: Vereinigte Staaten – Dänemark President’s Cup, Gruppe II: Tunesien – Algerien President’s Cup, Platz 27: Südkorea – Nordmazedonien                                          |
| Argentinien             | María Paolantoni          | Vorrunde, Gruppe H: Dänemark – Belgien Vorrunde, Gruppe G: Kroatien – Vereinigte Staaten President’s Cup, Gruppe I: Chile – Uruguay President’s Cup, Gruppe II: Nordmazedonien – Tunesien                                                                                      |
| Argentinien             | Mariana García            | Vorrunde, Gruppe H: Dänemark – Belgien Vorrunde, Gruppe G: Kroatien – Vereinigte Staaten President’s Cup, Gruppe I: Chile – Uruguay President’s Cup, Gruppe II: Nordmazedonien – Tunesien                                                                                      |
| Bosnien und Herzegowina | Amar Konjičanin           | Vorrunde, Gruppe A: Chile – Iran Vorrunde, Gruppe F: Norwegen – Argentinien Hauptrunde, Gruppe I: Iran – Frankreich |
| Bosnien und Herzegowina | Dino Konjičanin           | Vorrunde, Gruppe A: Chile – Iran Vorrunde, Gruppe F: Norwegen – Argentinien Hauptrunde, Gruppe I: Iran – Frankreich |
| Dänemark                | Mads Hansen               | Vorrunde, Gruppe F: Argentinien – Niederlande Vorrunde, Gruppe E: Deutschland – Serbien Hauptrunde, Gruppe I: Spanien – Polen Hauptrunde, Gruppe III: Niederlande – Deutschland Finalrunde, Viertelfinale: Frankreich – Deutschland                                            |
| Dänemark                | Jesper Madsen             | Vorrunde, Gruppe F: Argentinien – Niederlande Vorrunde, Gruppe E: Deutschland – Serbien Hauptrunde, Gruppe I: Spanien – Polen Hauptrunde, Gruppe III: Niederlande – Deutschland Finalrunde, Viertelfinale: Frankreich – Deutschland                                            |
| Deutschland             | Robert Schulze            | Vorrunde, Gruppe D: Island – Portugal Vorrunde, Gruppe H: Dänemark – Bahrain Hauptrunde, Gruppe II: Schweden – Ungarn Hauptrunde, Gruppe IV: Vereinigte Staaten – Belgien Finalrunde, Halbfinale: Spanien – Dänemark                                                           |
| Deutschland             | Tobias Tönnies            | Vorrunde, Gruppe D: Island – Portugal Vorrunde, Gruppe H: Dänemark – Bahrain Hauptrunde, Gruppe II: Schweden – Ungarn Hauptrunde, Gruppe IV: Vereinigte Staaten – Belgien Finalrunde, Halbfinale: Spanien – Dänemark                                                           |
| Deutschland             | Maike Merz                | Vorrunde, Gruppe C: Kap Verde – Uruguay Vorrunde, Gruppe D: Südkorea – Island Hauptrunde, Gruppe II: Kap Verde – Portugal President’s Cup, Gruppe I: Südkorea – Chile President’s Cup, Platz 29: Saudi-Arabien – Marokko                                                       |
| Deutschland             | Tanja Kuttler             | Vorrunde, Gruppe C: Kap Verde – Uruguay Vorrunde, Gruppe D: Südkorea – Island Hauptrunde, Gruppe II: Kap Verde – Portugal President’s Cup, Gruppe I: Südkorea – Chile President’s Cup, Platz 29: Saudi-Arabien – Marokko                                                       |
| Frankreich              | Charlotte Bonaventura     | Vorrunde, Gruppe D: Island – Ungarn Vorrunde, Gruppe G: Kroatien – Marokko Hauptrunde, Gruppe II: Portugal – Brasilien Hauptrunde, Gruppe II: Schweden – Portugal Finalrunde, Platzierungsspiele Platz 5 bis 8: Norwegen – Ungarn Finalrunde, Platz 3: Schweden – Spanien      |
| Frankreich              | Julie Bonaventura         | Vorrunde, Gruppe D: Island – Ungarn Vorrunde, Gruppe G: Kroatien – Marokko Hauptrunde, Gruppe II: Portugal – Brasilien Hauptrunde, Gruppe II: Schweden – Portugal Finalrunde, Platzierungsspiele Platz 5 bis 8: Norwegen – Ungarn Finalrunde, Platz 3: Schweden – Spanien      |
| Frankreich              | Karim Gasmi               | Vorrunde, Gruppe C: Schweden – Kap Verde Hauptrunde, Gruppe IV: Vereinigte Staaten – Bahrain Hauptrunde, Gruppe II: Brasilien – Island |
| Frankreich              | Raouf Gasmi               | Vorrunde, Gruppe C: Schweden – Kap Verde Hauptrunde, Gruppe IV: Vereinigte Staaten – Bahrain Hauptrunde, Gruppe II: Brasilien – Island |
| Kroatien                | Matija Gubica             | Vorrunde, Gruppe E: Deutschland – Katar Vorrunde, Gruppe F: Niederlande – Norwegen Hauptrunde, Gruppe I: Montenegro – Slowenien Hauptrunde, Gruppe III: Deutschland – Norwegen                                                                                                 |
| Kroatien                | Boris Milošević           | Vorrunde, Gruppe E: Deutschland – Katar Vorrunde, Gruppe F: Niederlande – Norwegen Hauptrunde, Gruppe I: Montenegro – Slowenien Hauptrunde, Gruppe III: Deutschland – Norwegen                                                                                                 |
| Litauen                 | Mindaugas Gatelis         | Vorrunde, Gruppe E: Serbien – Algerien Vorrunde, Gruppe F: Nordmazedonien – Argentinien Hauptrunde, Gruppe III: Katar – Niederlande Hauptrunde, Gruppe I: Iran – Polen |
| Litauen                 | Vaidas Mažeika            | Vorrunde, Gruppe E: Serbien – Algerien Vorrunde, Gruppe F: Nordmazedonien – Argentinien Hauptrunde, Gruppe III: Katar – Niederlande Hauptrunde, Gruppe I: Iran – Polen |
| Nordmazedonien          | Gjorgji Načevski          | Vorrunde, Gruppe H: Bahrain – Tunesien Vorrunde, Gruppe D: Portugal – Ungarn Hauptrunde, Gruppe II: Island – Schweden Hauptrunde, Gruppe I: Spanien – Frankreich Finalrunde, Platzierungsspiele Platz 5 bis 8: Deutschland – Ägypten Finalrunde, Finale: Frankreich – Dänemark |
| Nordmazedonien          | Slave Nikolov             | Vorrunde, Gruppe H: Bahrain – Tunesien Vorrunde, Gruppe D: Portugal – Ungarn Hauptrunde, Gruppe II: Island – Schweden Hauptrunde, Gruppe I: Spanien – Frankreich Finalrunde, Platzierungsspiele Platz 5 bis 8: Deutschland – Ägypten Finalrunde, Finale: Frankreich – Dänemark |
| Montenegro              | Ivan Pavićević            | Vorrunde, Gruppe D: Portugal – Südkorea Vorrunde, Gruppe H: Tunesien – Dänemark Hauptrunde, Gruppe II: Brasilien – Ungarn |
| Montenegro              | Miloš Ražnatović          | Vorrunde, Gruppe D: Portugal – Südkorea Vorrunde, Gruppe H: Tunesien – Dänemark Hauptrunde, Gruppe II: Brasilien – Ungarn |
| Norwegen                | Håvard Kleven             | Vorrunde, Gruppe G: Marokko – Vereinigte Staaten Vorrunde, Gruppe C: Brasilien – Kap Verde Hauptrunde, Gruppe IV: Kroatien – Belgien Hauptrunde, Gruppe IV: Kroatien – Bahrain                                                                                                 |
| Norwegen                | Lars Jørum                | Vorrunde, Gruppe G: Marokko – Vereinigte Staaten Vorrunde, Gruppe C: Brasilien – Kap Verde Hauptrunde, Gruppe IV: Kroatien – Belgien Hauptrunde, Gruppe IV: Kroatien – Bahrain                                                                                                 |
| Portugal                | Duarte Santos             | Vorrunde, Gruppe A: Montenegro – Iran Vorrunde, Gruppe B: Polen – Saudi-Arabien President’s Cup, Gruppe II: Marokko – Tunesien President’s Cup, Gruppe I: Saudi-Arabien – Südkorea Hauptrunde, Gruppe III: Katar – Argentinien                                                 |
| Portugal                | Ricardo Fonseca           | Vorrunde, Gruppe A: Montenegro – Iran Vorrunde, Gruppe B: Polen – Saudi-Arabien President’s Cup, Gruppe II: Marokko – Tunesien President’s Cup, Gruppe I: Saudi-Arabien – Südkorea Hauptrunde, Gruppe III: Katar – Argentinien                                                 |
| Schweden                | Mirza Kurtagic            | Vorrunde, Gruppe B: Frankreich – Polen Vorrunde, Gruppe F: Nordmazedonien – Niederlande Hauptrunde, Gruppe I: Frankreich – Montenegro Hauptrunde, Gruppe I: Slowenien – Spanien Finalrunde, Platz 7: Ägypten – Ungarn                                                          |
| Schweden                | Mattias Wetterwik         | Vorrunde, Gruppe B: Frankreich – Polen Vorrunde, Gruppe F: Nordmazedonien – Niederlande Hauptrunde, Gruppe I: Frankreich – Montenegro Hauptrunde, Gruppe I: Slowenien – Spanien Finalrunde, Platz 7: Ägypten – Ungarn                                                          |
| Schweiz                 | Arthur Brunner            | Vorrunde, Gruppe A: Spanien – Montenegro Vorrunde, Gruppe B: Slowenien – Frankreich Hauptrunde, Gruppe III: Norwegen – Serbien Hauptrunde, Gruppe I: Montenegro – Polen Finalrunde, Viertelfinale: Dänemark – Ungarn                                                           |
| Schweiz                 | Morad Salah               | Vorrunde, Gruppe A: Spanien – Montenegro Vorrunde, Gruppe B: Slowenien – Frankreich Hauptrunde, Gruppe III: Norwegen – Serbien Hauptrunde, Gruppe I: Montenegro – Polen Finalrunde, Viertelfinale: Dänemark – Ungarn                                                           |
| Serbien                 | Marko Sekulić             | Vorrunde, Gruppe C: Brasilien – Uruguay Vorrunde, Gruppe G: Vereinigte Staaten – Ägypten Hauptrunde, Gruppe II: Kap Verde – Ungarn President’s Cup, Platz 25: Chile – Tunesien                                                                                                 |
| Serbien                 | Vladimir Jovandić         | Vorrunde, Gruppe C: Brasilien – Uruguay Vorrunde, Gruppe G: Vereinigte Staaten – Ägypten Hauptrunde, Gruppe II: Kap Verde – Ungarn President’s Cup, Platz 25: Chile – Tunesien                                                                                                 |
| Slowenien               | Bojan Lah                 | Vorrunde, Gruppe C: Schweden – Brasilien Hauptrunde, Gruppe IV: Ägypten – Belgien Hauptrunde, Gruppe IV: Ägypten – Dänemark Finalrunde, Viertelfinale: Norwegen – Spanien |
| Slowenien               | David Sok                 | Vorrunde, Gruppe C: Schweden – Brasilien Hauptrunde, Gruppe IV: Ägypten – Belgien Hauptrunde, Gruppe IV: Ägypten – Dänemark Finalrunde, Viertelfinale: Norwegen – Spanien |
| Spanien                 | Ignacio García Serradilla | Vorrunde, Gruppe G: Ägypten – Kroatien Vorrunde, Gruppe H: Belgien – Tunesien Hauptrunde, Gruppe IV: Dänemark – Kroatien Hauptrunde, Gruppe IV: Bahrain – Ägypten Finalrunde, Viertelfinale: Schweden – Ägypten Finalrunde, Platz 5: Deutschland – Norwegen                    |
| Spanien                 | Andreu Marín              | Vorrunde, Gruppe G: Ägypten – Kroatien Vorrunde, Gruppe H: Belgien – Tunesien Hauptrunde, Gruppe IV: Dänemark – Kroatien Hauptrunde, Gruppe IV: Bahrain – Ägypten Finalrunde, Viertelfinale: Schweden – Ägypten Finalrunde, Platz 5: Deutschland – Norwegen                    |
| Südkorea                | Koo Bon-ok                | Vorrunde, Gruppe B: Frankreich – Saudi-Arabien Vorrunde, Gruppe A: Iran – Spanien President’s Cup, Gruppe II: Algerien – Nordmazedonien President’s Cup, Gruppe II: Nordmazedonien – Marokko President’s Cup, Platz 31: Uruguay – Algerien                                     |
| Südkorea                | Lee Se-ok                 | Vorrunde, Gruppe B: Frankreich – Saudi-Arabien Vorrunde, Gruppe A: Iran – Spanien President’s Cup, Gruppe II: Algerien – Nordmazedonien President’s Cup, Gruppe II: Nordmazedonien – Marokko President’s Cup, Platz 31: Uruguay – Algerien                                     |
| Tschechien              | Václav Horáček            | Vorrunde, Gruppe B: Polen – Slowenien Vorrunde, Gruppe E: Katar – Serbien Hauptrunde, Gruppe III: Deutschland – Argentinien Hauptrunde, Gruppe III: Serbien – Niederlande Finalrunde, Halbfinale: Frankreich – Schweden                                                        |
| Tschechien              | Jiří Novotný              | Vorrunde, Gruppe B: Polen – Slowenien Vorrunde, Gruppe E: Katar – Serbien Hauptrunde, Gruppe III: Deutschland – Argentinien Hauptrunde, Gruppe III: Serbien – Niederlande Finalrunde, Halbfinale: Frankreich – Schweden                                                        |
| Türkei                  | Kürşad Erdoğan            | Vorrunde, Gruppe B: Saudi-Arabien – Slowenien Vorrunde, Gruppe A: Montenegro – Chile President’s Cup, Gruppe I: Chile – Saudi-Arabien President’s Cup, Gruppe II: Algerien – Marokko                                                                                           |
| Türkei                  | Ibrahim Özdeniz           | Vorrunde, Gruppe B: Saudi-Arabien – Slowenien Vorrunde, Gruppe A: Montenegro – Chile President’s Cup, Gruppe I: Chile – Saudi-Arabien President’s Cup, Gruppe II: Algerien – Marokko                                                                                           |
| Ungarn                  | Ádám Bíró                 | Vorrunde, Gruppe F: Norwegen – Nordmazedonien Vorrunde, Gruppe E: Algerien – Deutschland Hauptrunde, Gruppe I: Iran – Slowenien Hauptrunde, Gruppe III: Katar – Norwegen |
| Ungarn                  | Olivér Kiss               | Vorrunde, Gruppe F: Norwegen – Nordmazedonien Vorrunde, Gruppe E: Algerien – Deutschland Hauptrunde, Gruppe I: Iran – Slowenien Hauptrunde, Gruppe III: Katar – Norwegen |

## Übertragung und Berichterstattung
Deutschland
Ende 2018 erhielt 7Sports, die Sportrechteagentur von ProSiebenSat.1 Media, die exklusiven Rechte für jegliche Übertragungsart an allen Spielen der Weltmeisterschaft 2023 von dem Rechtehalter Lagardère Sports. Ausgenommen sind die Rechte für das frei empfangbare Fernsehen an Spielen mit deutscher Beteiligung, die zuvor an die Sportrechteagentur der ARD und des ZDF, SportA vergeben worden waren. Im Zuge dessen erwarb die DOSB New Media für die Streaming-Plattform Sportdeutschland.TV und ihren Ableger Handball-Deutschland.TV Sublizenzen an die Übertragung aller Spiele im Web-TV- und Streamingbereich. Außerdem sicherte sich Eurosport die Free-TV-Rechte von bis zu 15 Spielen ohne deutsche Beteiligung.
Neben den Live-Übertragungsrechten umfassen ebenfalls die Vereinbarungen für ARD und ZDF die Fernseh- und Hörfunkberichterstattung bzw. für Eurosport die Onlineberichterstattung aller Spiele der Weltmeisterschaft sowie für Sportdeutschland.TV und Handball-Deutschland.TV das Video-on-Demand-Angebot zum Streamen aller Spiele in voller Länge nach der Live-Übertragung.